# Revolución paulista
La Revuelta de 1924 en São Paulo (también llamada la Revolución de 1924, el Movimiento de 1924, la Revuelta Paulista de 1924 y Rebelión de 1924 en São Paulo) fue un conflicto brasileño con características de guerra civil desencadenado por militares tenentistas que buscaban derrocar al gobierno federal de Artur Bernardes. Iniciado en la ciudad de São Paulo el 5 de julio, el movimiento se expandió al interior e inspiró levantamientos en otros estados. El combate urbano concluyó en una victoria legalista el 28 de julio. La retirada de los rebeldes, hasta septiembre, dio continuidad al movimiento con la Campaña del Paraná.
El núcleo conspirador tras la revuelta estaba formado por oficiales del Ejército, veteranos de la Revuelta de los 18 del Fuerte de 1922, a los cuales se asociaron militares de la Fuerza Pública de São Paulo, soldados de rangos inferiores y civiles, todos enemigos del sistema político de la República Velha. Ellos eligieron al general reformado Isidoro Dias Lopes como su comandante y planearon un movimiento de dimensión nacional, comenzando con la ocupación en pocas horas de São Paulo, cortando uno de los brazos de la oligarquía que dominaba el país durante la política del café con leche. El plan no funcionó, hubo menos adhesiones que lo esperado y los legalistas resistieron en el centro de la ciudad hasta el 8 de julio cuando el gobernador Carlos de Campos se retiró para la estación de Guaiaúna, en la periferia. El gobierno federal concentró gran parte del poder de combate del país en la ciudad, con una ventaja numérica de cinco a uno y comenzó una reconquista de los barrios obreros al este, sur y centro, bajo las órdenes del general Eduardo Sócrates.
El mayor parque industrial del país tuvo a sus fábricas paralizadas por la lucha, la más intensa jamás llevada a cabo dentro de una ciudad brasileña. Faltaron alimentos y, durante el vacío de poder, comenzaron los saqueos populares a los almacenes. Los legalistas O maior parque industrial do país teve suas fábricas paralisadas pela luta, a mais intensa já travada dentro de uma cidade brasileira. Faltaram alimentos e, no vácuo de poder, começaram saques populares aos armazéns. Los legalistas desataron un bombardeo indiscriminado de artillería, con graves daños para las residencias, industrias y habitantes. La mayoría de los muertos fueron civiles y un tercio de los habitantes huyeron como desplazados. La élite económica paulista, liderada por José Carlos de Macedo Soares, presidente de la Asociación Comercial, hizo lo posible para conservar sus propiedades y el orden en la ciudad. Temiendo una revolución social, influenció el distanciamiento de los líderes de la revuelta de los movimientos obreros, como los anarquistas, quienes habían ofrecido su apoyo. Macedo Soares y otros también intentaron, sin éxito, intermediar para un cese al fuego.
Sin perspectiva de ganar la batalla, los rebeldes aún tenían una ruta de fuga hacia el territorio ocupado de Campinas y Bauru, pero esa estaba pronta a ser cortada por victorias legalistas en el eje de Sorocaba. El ejército revolucionario escapó de un cerco inminente y se ubicó a las márgenes del río Paraná. Luego de una invasión frustrada al sur de Mato Grosso (la Batalla de Três Lagoas), se atrincheraron al oeste de Paraná, donde se unieron a los revolucionarios de Río Grande del Sur para formar la Columna Miguel Costa-Prestes. El gobierno restableció el estado de sitio e intensificó la represión política,  a repressão política, dando forma al aparato que sería utilizado más tarde por el Estado Novo y la dictadura militar; en São Paulo se creó una Delegación de Orden Político y Social (Deops). A pesar de la dimensión de los combates, de la destrucción causada y de las consecuencias políticas, el movimiento ganó el apodo de "Revolución Olvidada" y no existen conmemoraciones públicas equivalentes a las que se realizan con relación de la Revolución Constitucionalista de 1932.

## Antecedentes

### La causa tenentista
Tenientes y oficiales superiores del Ejército Brasileño, veteranos de la revuelta tenentista de 1922, fueron el núcleo inicial de las siguientes revueltas, incluyendo la de São Paulo en 1924. La participación de los mismos individuos dio continuidad entre un movimiento y el siguiente, incluso con nuevos miembros y nuevos objetivos en la revuelta de 1924. El movimiento también incluyó a rangos inferiores del Ejército, la Fuerza Pública de São Paulo soldados y civiles. La historiografía aborda a los tenentistas como representantes de sectores de la sociedad (oligarquías disidentes, clases medias) y también como resultado de la dinámica interna del Ejército. Más preocupados por el honor militar en 1922, dos años después los tenentistas ya desarrollaban una visión política más allá de las cuestiones corporativas.
Estos insurgentes o revolucionarios se definen más fácilmente por aquello a lo que se oponían que por aquello con lo que estaban de acuerdo. El movimiento de 1922 quería impedir que Artur Bernardes asumiera el cargo de Presidente de la República; como esto fracasó, el movimiento de 1924 quería derrocarlo. La cuestión no era tanto el presidente en sí, sino lo que representaba:  la hegemonía de las oligarquías agrarias de São Paulo y Minas Gerais en la política nacional (la "política del café con leche"), el poder del coronelismo local, el fraude electoral, la corrupción, el amiguismo y el favoritismo en los asuntos públicos, características de la política en la República Velha. 
Estaban indignados por lo que llamaban el "espíritu de venganza" de Artur Bernardes, que perseguía a los miembros de la Reacción Republicana, la coalición que se enfrentó a él en las elecciones de 1922. El presidente sometió a Río de Janeiro y Bahía a intervención federal y, en Río Grande del Sur, impidió la reelección de Borges de Medeiros como parte del Pacto de Pedras Altas, que concluyó en la Revolución de 1923. El gobierno tuvo una tendencia autoritaria, iniciando su mandato bajo estado de sitio y renovándolo hasta diciembre de 1923. Los insurgentes de 1922 fueron sometidos a un juicio riguroso y arbitrario en los tribunales.
A diferencia de dos años antes, los insurrectos de 1924 se esforzaron en exponer sus propuestas para el nuevo régimen en manifiestos y panfletos. Su ambición era la "República que no fue", el retorno a un ideal que habría existido en la Proclamación de la República.. Para ello, romperían el control de las oligarquías sobre el electorado. El tercero de los manifiestos publicados durante la revuelta   propugnaba una reforma del Poder Judicial, dándole independencia del Poder Ejecutivo; la educación pública; y el voto secreto con sufragio censitario. La idea era erradicar el analfabetismo, pero mientras esto no fuera posible, el voto se limitaría a los más ilustrados.
Esta idea fue llevada más lejos en un borrador inédito   proponiendo una "Dictadura" hasta que el 60% de la población estuviera alfabetizada, y entonces se convocaría una asamblea constituyente. Este documento no representaba necesariamente la opinión general pero muestra la influencia de algunos pensadores autoritarios de la época, como Oliveira Viana, para quien un estado fuerte era necesario para preparar a la población para el liberalismo. Otros conspiradores pensaban en el corporativismo. Se barajaban diversas reformas, pero no formaban un proyecto cohesionado. No todos los participantes tenían motivaciones ideológicas; para algunos, lo importante eran sus compromisos personales, las exigencias económicas o la insatisfacción con su carrera militar.

### La opción por la lucha armada
No se sabe con certeza cuándo comenzaron las conspiraciones para un segundo levantamiento tenentista, pero en agosto de 1922 ya había aproximaciones en Río de Janeiro, y en el mismo período, en Itu, en el estado de São Paulo. El ambiente era tenso y circulaban rumores sobre nuevos levantamientos. Algunos de los oficiales del levantamiento de 1922 consideraron el asunto cerrado, y otros, aunque insatisfechos, esperaron los resultados del proceso judicial. Mientras tanto, en 1923, la revolución en Rio Grande del Sur y la reapertura del Club Militar reavivaron las discusiones políticas y militares. Muchos insurgentes esperaban sentencia lejos de Río de Janeiro en condiciones de unirse a la conspiración.
En diciembre de 1923, los tribunales dictaron sentencia clasificando a los participantes bajo el artículo 107 del Código Penal ("alterar por medios violentos la constitución política de la República o la forma de gobierno establecida"). Hasta entonces, existía la expectativa de una amnistía. Este procedimiento era tradicional en anteriores revueltas militares. Precisamente por esta razón, el gobierno quería desalentar nuevas revueltas. Su negativa a conceder la amnistía fue vista como otra medida vengativa.
De los 50 agentes inculpados, 22 ya estaban detenidos y 17, decepcionados, se entregaron. Los otros 11 se ausentaron sin permiso, entre ellos los capitanes Joaquim Távora, Juarez Távora y Otávio Muniz Guimarães y los tenientes Vitor César da Cunha Cruz, Stênio Caio de Albuquerque Lima, Ricardo Henrique Holl y Eduardo Gomes. Estos y otros oficiales encarcelados, exiliados o clandestinos formaron un núcleo de revolucionarios profesionales para quienes la lucha armada parecía la única opción que quedaba. Tenía que ser un movimiento más sofisticado que el anterior, sin improvisaciones ni simples golpes de cuartel. El objetivo final seguía siendo la toma del poder en Río de Janeiro.
En los últimos meses de 1923, algunos de los conspiradores ya estaban considerando la posibilidad de un golpe en el sur. En diciembre, un plan para arrestar al Ministro de Guerra Setembrino de Carvalho a su paso por Ponta Grossa, en Paraná, fue descubierto por las autoridades. El gobierno ya esperaba una revuelta aunque no particularmente en São Paulo. Para desmantelar la conspiración, los oficiales fueron arrestados o transferidos de guarnición en guarnición, lo que hasta cierto punto fue contraproducente, extendiendo los levantamientos a regiones distantes. Para demostrar su fuerza, el gobierno a menudo ponía tropas en estado de alerta, impidiendo que los oficiales abandonaran sus puestos.

## Preparación de la revuelta

### La elección de São Paulo

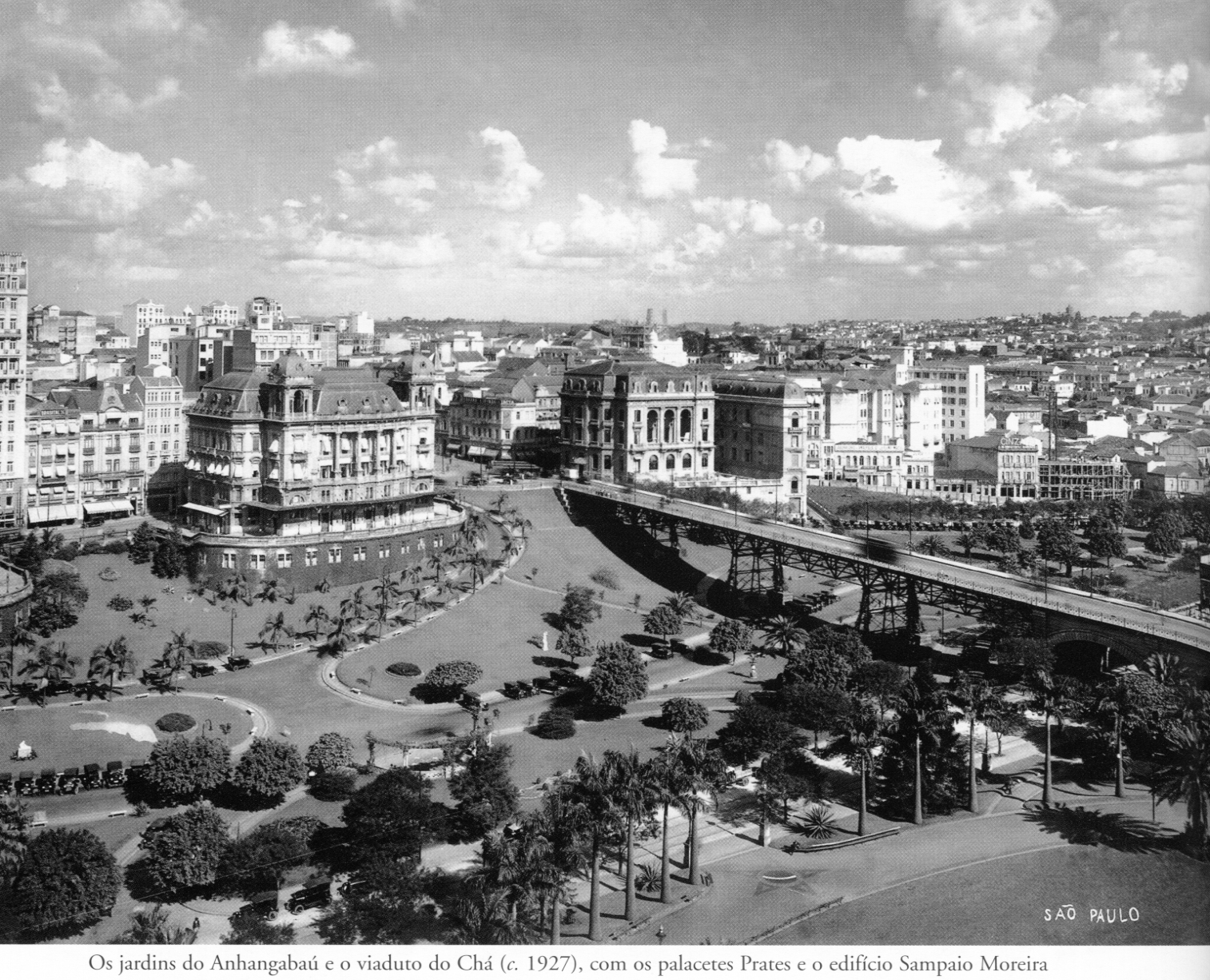
Viaduto do Chá en la década de 1920.

El movimiento pretendido por los conspiradores tendría dimensión nacional, culminando en Río de Janeiro. El punto de partida, São Paulo, era el resultado circunstancial del planeamiento militar. Por lo tanto, el movimiento de 1924 no fue una revuelta paulista. La iniciativa fue de forasteros, que tenían poca relación con las luchas políticas paulistas.
En Río, mayor polo militar del país,  la vigilancia y la delación eran constantes, impidiendo que fuese el punto de partida. La Policía política de la capital, representada por la 4.ª Delegación Auxiliar, estaba bien articulada, y el Jefe de Policía era el mariscal Carneiro da Fontoura, elegido por Artur Bernardes en lugar de los tradicionales bachilleres en derecho. En contraste, el aparato policial estaba menos desarrollado en São Paulo, donde el gobierno estadual confiaba excesivamente en su Fuerza Pública, que en esa época era más fuerte que la guarnición federal en su estado. La posibilidad de sublevar esa corporación fue un factor decisivo en la elección. El número de adhesiones, en el ejército y la fuerza pública, y la correlación de fuerza militar parecían favorables.
El rápido crecimiento de São Paulo dificultaba la identificación de conspiradores y forajidos. Los cerca de 700 mil habitantes en 1924 eran diez veces más que los 65,000 presentes en 1890. La ciudad era capital del estado más rico del país, centro de las actividades comerciales y bancarias ligadas al café. Inicialmente vinculada al cultivo de café, la acelerada industrialización atraía muchos inmigrantes, al punto de que los extranjeros y sus descendientes representaban más de la mitad de la población. El urbanismo y la arquitectura imitaban a las metrópolis europeas mientras que los barrios pobres se expandían sin planeamiento alguno en las periferias.
São Paulo tenía las mejores vías de comunicación ferroviárias del país, a través de las cuales la capital federal (Río de Janeiro en esos años) podía ser alcanzada en pocas horas. 22% de la red ferroviaria nacional se concentraba en São Paulo a inicios de la década, en su capital estaba el entroncamiento en el que convergían la Companhia Paulista, Mogiana, Sorocabana, Santos-Jundiaí, Noroeste do Brasil y Central do Brasil. Su caída traería inmensa repercusión nacional, quebrando el brazo fuerte del gobierno federal y de la política del café con leche, y garantizando para el movimiento "enormes recursos bélicos, económicos y políticos".
En la política estadual, dominada por el Partido Republicano Paulista, el momento era delicado. El gobernador Washington Luís había impuesto a Carlos de Campos como su sucessor, en detrimento del senador Álvaro de Carvalho, generando descontento. La subida artificial del precio del café, que generó escasez, originó huelgas obreras exigiendo reajustes salariales. Desde la huelga general de 1917, la llamada "cuestión social" era una gran preocupación.

### Red de conspiración

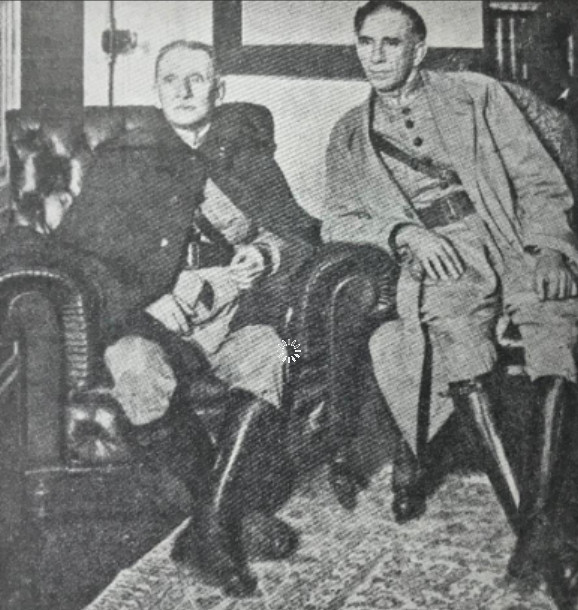
Isidoro Dias Lopes (izq.) y Miguel Costa (der.)

Los conspiradores clandestinos vivían de empleos civiles con identidades falsas. Para reclutar nuevos aliados, incluidos oficiales en servicio activo, recurrieron a sus parientes y a los contactos establecidos en la Escuela Militar de Realengo y en cuarteles, prisiones y barrios. Era normal que los insurgentes fueran compañeros en la Escuela Militar, y muchos de ellos se conocieron cuando fueron detenidos. El liderazgo viajó a través de los cuarteles en la mayor parte del Sur y Sudeste para reunir apoyo. El comité central revolucionario tenía un plan de reclutamiento de oficiales que, en el caso de São Paulo, comenzó a aplicarse en agosto de 1923. Los conspiradores detenidos en Río de Janeiro tenían mucha libertad y mantenían correspondencia con sus compañeros de São Paulo.
Las reuniones se realizaban en los propios cuarteles o en casas particulares; las fiestas también daban cobertura a los contactos. En São Paulo, la casa del teniente Custódio de Oliveira, en la Rua Vauthier, en Pari, servía de "Cuartel General Revolucionario". Joaquim Távora, considerado por João Alberto Lins de Barros como "bandera, cerebro y alma del movimiento en su fase inicial", vivía allí clandestinamente. A las reuniones asistían, entre otros, el mayor Cabral Velho, inspector del 6.º Regimiento de Infantería, de Caçapava, el capitán Newton Estillac Leal, jefe de artillería de la 2.ª Región Militar, y los tenientes Asdrúbal Gwyer de Azevedo y Luís Cordeiro de Castro Afilhado, del 4.º Batallón de Cazadores. Custódio de Oliveira también alquiló una casa en la Estrada da Boiada, donde los conspiradores escondieron armas malversadas del cuartel.
Otras reuniones tuvieron lugar en la Travessa da Fábrica, en Sé, casa de los desertores Henrique Ricardo Holl y Victor César da Cunha Cruz. Un cuartel de intensa actividad fue el 4.º Regimiento de Artillería Montada (RAM) de Itu, comandado por el mayor Bertoldo Klinger, oficial de gran prestigio que incluso aceptó asumir un papel en el Estado Mayor revolucionario. El 23 de diciembre de 1923, su superior, el general Abílio de Noronha, de la 2.ª Región Militar, cuestionó la noticia de una reunión secreta en el cuartel; como respuesta, le aseguraron que todos los oficiales se habían dispersado para las fiestas de Navidad y Año Nuevo. El general, a modo de exención, no quiso perseguir a los oficiales fugitivos que vivían clandestinamente en su jurisdicción.
Los conspiradores "estudiaron" a varios altos oficiales de la Fuerza Pública. Desde 1922, el movimiento del tenentismo ya había influenciado a los oficiales de la Fuerza Pública, que agregaron sus propias agendas al movimiento, como la equiparación salarial con los oficiales del Ejército. El mayor activo de los tenentistas fue el apoyo del mayor Miguel Costa, inspector del Regimiento de Caballería de la Fuerza Pública, una figura de prestigio dentro y fuera de la corporación y amigo de varios oficiales del Ejército. Proporcionó planos de cuarteles y edificios públicos, participando activamente en la planificación de la ocupación de la ciudad.
Para liderar la revuelta, era necesario el prestigio de un oficial mayor, papel desempeñado por el Mariscal Hermes da Fonseca en 1922. Debido a las purgas posteriores a 1922, en el cuerpo de oficiales activos de alto rango ya no habían simpatizantes del movimiento. Lo que se encontró fue un general retirado, Isidoro Dias Lopes, que reunía las condiciones: era prestigioso, tenía aptitudes políticas para atraer la confianza de los civiles y no había participado en 1922. Otros nombres considerados fueron el retirado Augusto Ximeno de Villeroy, Odílio Bacellar Randolfo de Melo y los oficiales en activo Bertoldo Klinger y Miguel Costa. Los conspiradores de Río de Janeiro consideraban a Isidoro ajeno a la situación y favorecían a Klinger.

### Rangos inferiores y civiles

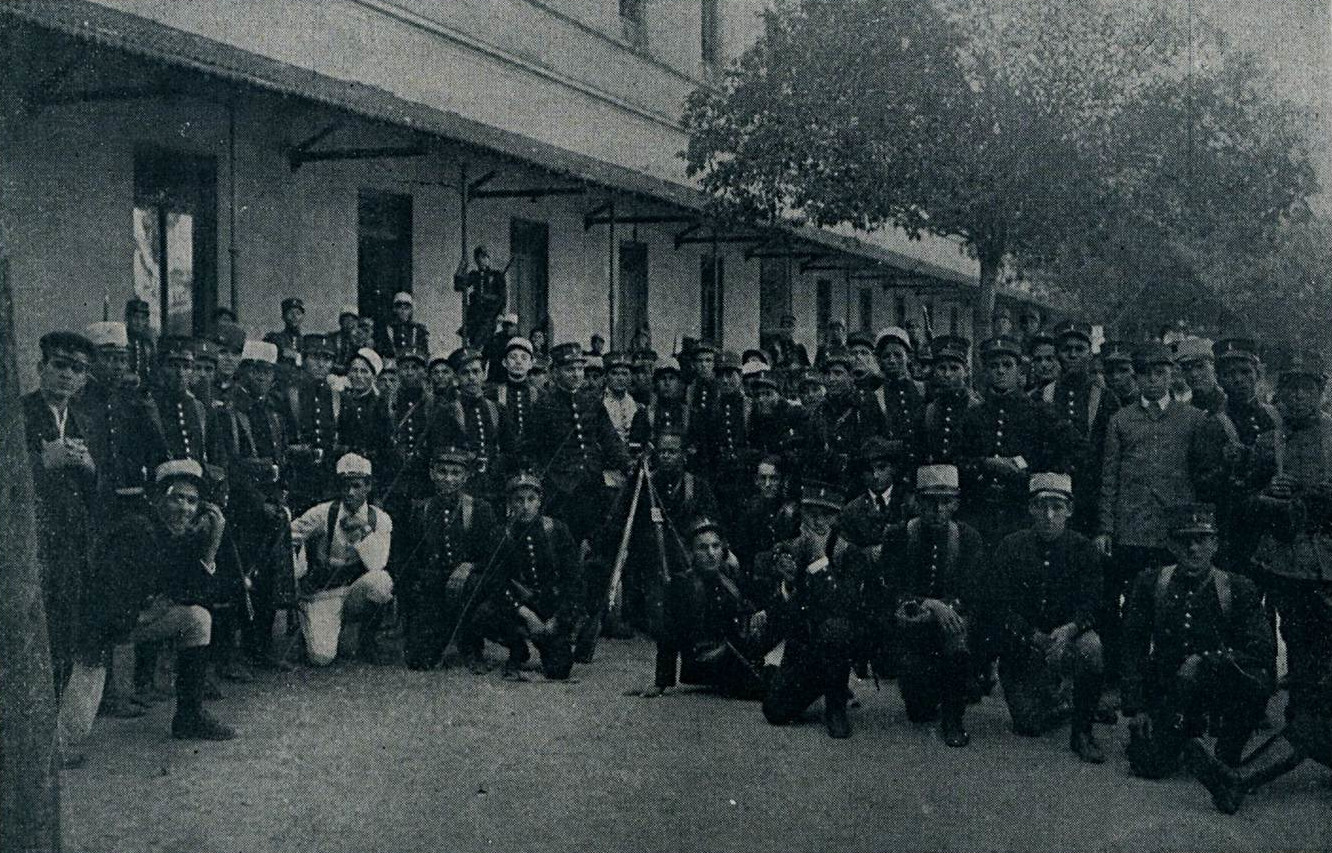
Soldados de la Fuerza Pública de São Paulo

La historiografía destaca a los tenientes y oficiales superiores en la revuelta, afirmando, por ejemplo, que la propaganda revolucionaria sólo se realizó entre los oficiales. A partir de ahí, bastaría para que los sargentos, cabos y soldados obedecieran. Pero la causa penal abierta después de la revuelta muestra la presencia de sargentos dentro del núcleo conspirativo. En este proceso, los sargentos son la mayoría entre los militares procesados (59%) y condenados (47%); los tenientes ocupan el segundo lugar. Por otra parte, según los tribunales, los rangos inferiores fueron cómplices, no autores intelectuales del plan. Las defensas de los sargentos justificaron su participación en el movimiento como simple obediencia a las órdenes de sus mandos, a veces por coacción, pero los ascensos recibidos por varios dentro del ejército revolucionario sugieren una participación activa.
El movimiento era militar, organizado en los cuarteles, pero como buscaba el poder le interesaba lo que ocurría fuera de ellos. Los conspiradores se pusieron en contacto con varios civiles contando con su apoyo al poco de iniciarse la revuelta. Hubo dificultades porque conspirar fuera de los cuarteles era más arriesgado y había prejuicios contra los civiles. Para los partidarios de este planteamiento, la presencia de civiles es lo que daría legitimidad al movimiento, distinguiéndolo de un simple "cuartelazo".
A pesar de las críticas de los tenentistas a los políticos profesionales, hubo coincidencia de intereses con la Reacción Republicana cuyo líder, Nilo Peçanha, defendió a los insurgentes de 1922 y tuvo varios encuentros con Isidoro. Se intentó captar a algunos disidentes de la élite paulista, como Júlio de Mesquita y Vergueiro Steidel, pero ellos no querían una revolución y menos aún una llevada a cabo por elementos ajenos a su clase. Para ganar apoyo entre los trabajadores, Isidoro utilizó a Maurício de Lacerda y Everardo Dias como intermediarios. Los conspiradores se acercaron al anarquista José Oiticica, al socialista Evaristo de Morais y a la Confederación Sindicalista Cooperativista Brasileña.

### Planeamiento militar

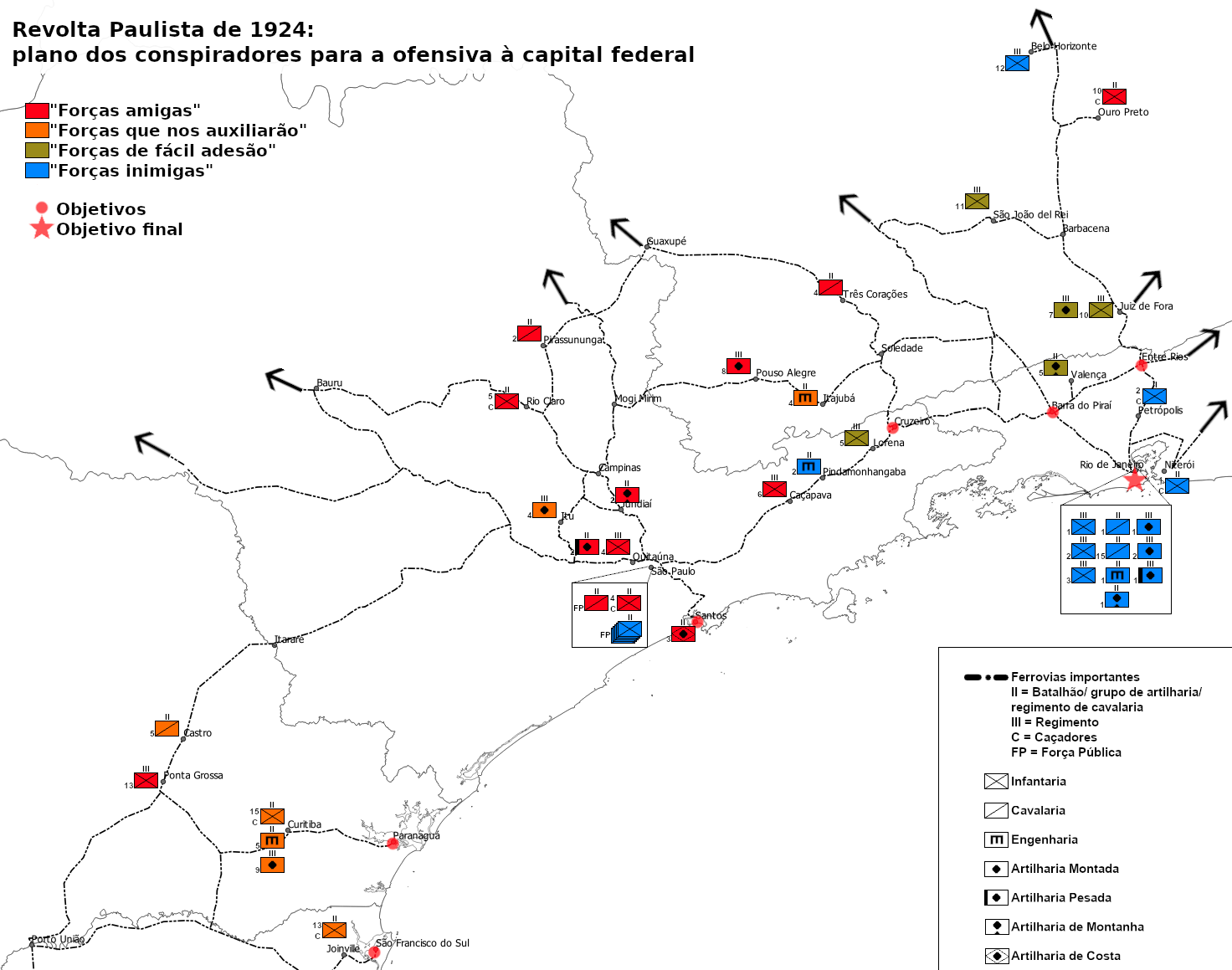
Balance de las fuerzas con las que los conspiradores esperaban contar

A pesar de los imprevistos durante su ejecución, el levantamiento de 1924 fue planeado larga y detalladamente. Los conspiradores hicieron un balance de apoyo en los cuarteles y, en los mapas, clasificaron las unidades entre fuerzas "amigas", "que cooperarían", "que no cooperarían", "de fácil adhesión" y "enemigas". Obedeciendo los cronogramas rigurosos de desplazamiento, esas fuerzas se concentrarían en los puntos estratégicos, controlando o destruyendo las conexiones ferroviarias, telegráficas y telefónicas. La guerra sería violenta y decisiva; según el plan, "la astucia y la movilidad serían las armas preferibles". Cuando las fuerzas estuvieran en inferioridad numérica, ellas evitarían el enfrentamiento directo .
Fuera de São Paulo, el movimiento era esperado en Minas Gerais, Paraná, Santa Catarina y Río Grande del Sur, con apoyos aislados en Mato Grosso, Goiás y Río de Janeiro. En Paraná, Juarez Távora estimaba una adhesión del 80% de la guarnición, con oficiales suficientes para dominar el estado, simpatía de la plaza y apoyo civil. La 1.ª Región Militar en su totalidad, en Río de Janeiro, era considerada hostil, pero había órdenes escritas para la unidad de Valença. Por motivos logísticos, no había plan de revuelta en Brasil septentrional.
Consta en el plan que "el movimiento revolucionario comenzará con la caída militar de la ciudad de São Paulo, que necesariamente debe ocurrir en pocas horas". Las unidades participantes serían pocas, todas de la ciudad y de los alrededores, para permitir un golpe rápido e inesperado, dejando sin reacción a los legalistas. El siguiente gran objetivo sería Barra do Piraí, al interior del estado de Río de Janeiro, para donde avanzaría, desde antes del amanecer, la vanguardia comandada por Joaquim Távora. Ella consistiria en un batallón de 550 hombres del 6.º Regimento de Infantería, de Caçapava. Pelotones de refuerzo estarían en los cruces de Cruzeiro y Barra Mansa. Una compañía sería destacada para más allá de la estación de Santana, y otra para Três Rios. Con la ayuda de elementos civiles, las conexiones telefónicas y telegráficas para Petrópolis y Além Paraíba serían cortadas. En 24 horas, los rebeldes concentrarían 3.870 hombres em Barra do Piraí; en 36 horas, serían 5.494. Ellos estarían en control de los desfiladeros de la Serra do Mar, por donde pasan las vías férreas Central, Auxiliar, Leopoldina y Oeste. El Distrito Federal (Río de Janeiro en ese entonces) quedaría aislado, más el plan no esclarece cómo sería ocupado.
En otros frentes, las unidades sublevadas deberían reforzar la ofensiva contra Río de Janeiro, o por lo menos distraer al gobierno. Para evitar una invasión anfibia legalista, sería necesario ocupar São Francisco do Sul, Paranaguá y Santos, o al menos la Serra do Mar entre Santos y São Paulo. En Río Grande del Sur, el objetivo sería impedir la llegada de refuerzos legalistas desde Porto Alegre hacia São Paulo.

### Definición de la fecha

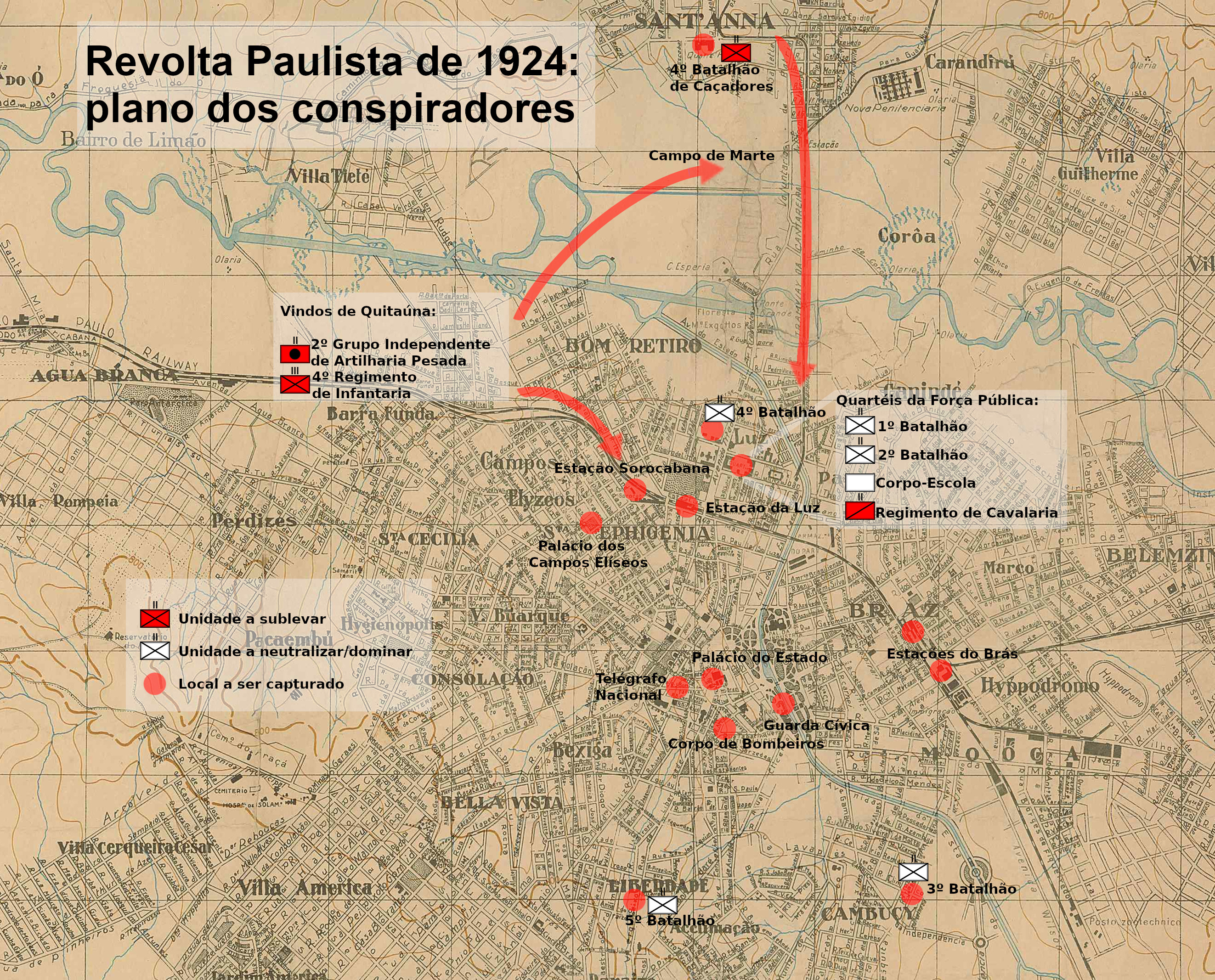
Parte del plano que referida a la capital paulista

En 1924 los líderes de la conspiración se reunieron varias veces en Jundiaí y São Paulo para definir las fechas de inicio del movimiento. Esta definición, así como las de los compromisos sobre quién comenzaría primero, fueron complicadas. El 24 de febrero, una facción liderada por Joaquim Távora abogaba por empezar pronto mientras que otra, representada por Bertoldo Klinger, consideraba la acción aún prematura. Prevaleció la facción de Távora.
La fecha elegida, el 28 de marzo, habría permitido reaccionar ante la inminente intervención federal en Bahía, donde incluso contaban con el apoyo del gobernador J. J. Seabra. Pero discutir decisiones colectivas era muy difícil, ya sea por inexperiencia o por miedo a la represión. El plan tuvo que ser aplazado por culpa de Klinger que abandonó la conspiración y de las dudas sobre la adhesión del 4.º Regimiento de Infantería.Para empeorar las cosas, Klinger escribió una carta a Curitiba negando su participación y diciendo que no había nada concreto en São Paulo. Esto fue un desastre para la conspiración en Paraná. Según Juárez Távora, el daño fue doble pues las tropas de Paraná vendrían después a combatir a los rebeldes. Seabra perdió el gobierno de Bahía y Nilo Peçanha murió el 31 de marzo, desanimando aún más la conspiración. Al no poder contar con el sur, los esfuerzos se concentraron en São Paulo.
Para entonces, los rumores de la revuelta habían llegado al general Noronha quien exigió compromisos de lealtad de sus comandantes. Durante meses, informes reservados sobre la conspiración habían sido leídos por el Presidente de la República. Mientras tanto, los conspiradores fijaron nuevas fechas, pero no utilizaron ninguna debido a la falta de garantías de ambas unidades. La fecha del 26 de junio fue cancelada debido a la detención de varios fugitivos en Río de Janeiro. Los organismos de seguridad estaban cada vez más vigilantes. Los conspiradores estuvieron a punto de perder dos unidades, el 2.º Grupo de Artillería de Montaña y el 5.º Batallón de Cazadores, porque la destitución de sus comandantes fue solicitada por Abílio de Noronha al Ministerio de Guerra el 28 de junio. Antes de que pudiera llevarse a cabo dicho cambio, la revuelta se materializó.
El 30 de junio, Joaquim Távora puso en alerta a los conspiradores de São Paulo, advirtiéndoles de la inminente llegada de "Severo" (Isidoro). El 2 de julio surgieron rumores de un levantamiento en Río de Janeiro, pero sólo se trataba de inspecciones y traslados de militares para frustrar la conspiración. El mismo día, el mayor Carlos Reis, antiguo jefe de seguridad personal de Artur Bernardes, llegó a São Paulo en misión especial. El general Estanislau Pamplona, comandante de la artillería en el estado, ordenó a las baterías de Quitaúna que los ejercicios fuera de los cuarteles no durarían más de dos horas y no se acercarían a São Paulo más que al barrio de Pinheiros. El 3 de julio, el alto mando revolucionario fijó la hora cero para el día 5. Esta fecha, fijada a la desesperada, aprovechó el simbolismo del aniversario del levantamiento de 1922. En la noche del 4 de julio, Carlos de Campos conferenció con oficiales del Ejército y de la Fuerza Pública para unificar los diversos informes contradictorios que escuchaban sobre la conspiración.

## Inicio de la guerra urbana
El 5 de julio no hubo marcha hacia Río de Janeiro, y las adhesiones no ocurrieron como estaba planeado. En vez de algunas horas, la caída de la ciudad demoró cuatro días hasta que el gobernador Carlos de Campos se retiró hacia la estación de Guaiaúna, en la periferia. De ser un simple instrumento en el plan de los conspiradores, la ciudad se convirtió en una víctima de la guerra urbana, la más intensa de la historia de Brasil, con escenas que parecían de la Primera Guerra Mundial.

### Ejecución del plan

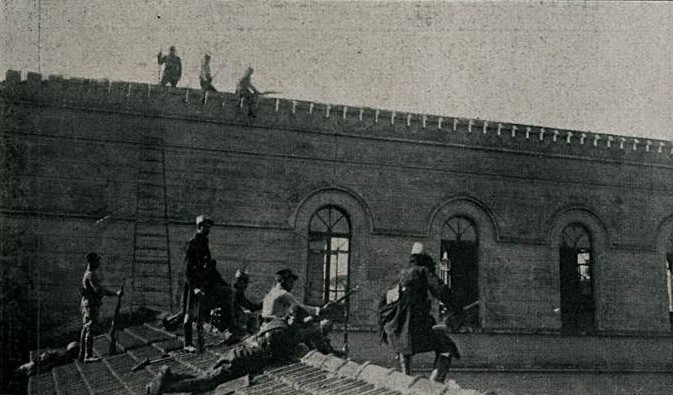
Rebeldes en el tejado del cuartel del 1.º BFP, en Luz

A las 04h30 de la madrugada del 5 de julho, el general Noronha fue avisado que oficiales extraños a la guarnición habían levantado a 80 soldados del 4° Batallón de Cazadores (BC) en Santana. La noticia fue transmitida para el gobierno estadual y el Ministerio de Guerra. La tropa sublevada fue conducida a Luz, sede del principal complejo de cuarteles de la Fuerza Pública, que fue ocupado, sin resistencia, con la actuación interna de Miguel Costa. El general Isidoro instaló el comando revolucionario en el cuartel general de la Fuerza Pública, y el comando de esa corporación se mantuvo con Miguel Costa. Destacamentos de la Fuerza Pública ocuparon las estaciones ferroviarias de Sorocabana, de Luz, del Norte y de Brás.
En las primeras horas de ese movimiento, oficiales rebeldes consiguieron varias victorias sin disparar un solo tiro pero, para su sorpresa, los legalistas hicieron lo mismo. El general Noronha fue al cuartel del 4.º Batallón de la Fuerza Pública (BFP), en Luz, donde hizo salir a 30 soldados del 4.º BC — y ellos obedecieron. Los oficiales legalistas que estaban presos fueron liberados. El general Noronha fue apresado por los rebeldes cuando regresaba a su cuartel. Pero el daño ya estaba.hecho: Joaquim y Juárez Távora, Castro Afilhado y otros rebeldes, sin percibir que el batallón cambió de bando, ingresaron al edificio y fueron apresados.
En palabras de Juárez Távora, “todas las previsiones laboriosamente discutidas y sopesadas durante varios meses  previsões laboriosamente discutidas e pesadas durante vários meses, se desmoronarían en pocas horas, bajo el peso de imprevistos insignificantes”. El 4.º Regimiento de Infantería (RI) de Quitaúna, debería reforzar el movimiento en la capital pero no fue sublevado por la ausencia del contacto interno, el teniente Custódio de Oliveira, cuyas misiones fueron atrasadas por la demora en la llegada de Isidoro a la capital y por una rueda de cañón que pasó sobre su pie. Los conspiradores se olvidaron de cortar las comunicaciones telegráficas y telefónicas y la Repartición del Telégrafo Nacional fue ocupada tardía y brevemente. El teniente Ari Cruz, responsable de la ocupación del edificio, hizo el cambio de guardia para una compañía de la Fuerza Pública sin percibir que esos "refuerzos" eran legalistas.

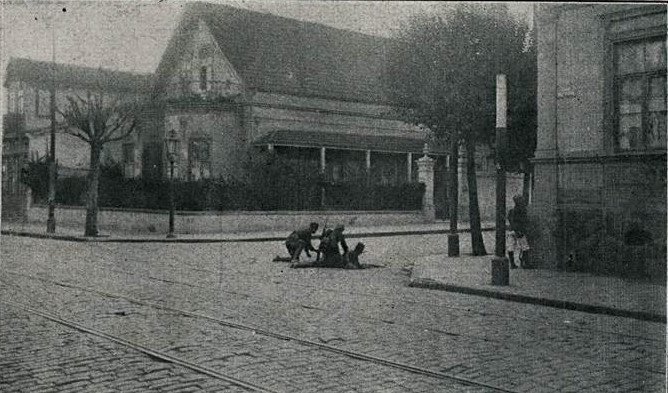
Atacantes al Palacio de los Campos Elíseos posicionan una ametralladora

En Santos, los involucrados quedaron sin guía, también por causa del retraso de Isidoro. Había telegramas con órdenes para el capitán teniente Soares de Pina, comandante de la Escuela de Aprendices Marineros y del Tiro Naval de Santos, y para el teniente Luis Braga Mury, del 3.er Grupo de Artillería del Fuerte de Itaipu, ambos en la Baixada Santista. Los telegramas fueron interceptados y los jefes del levantamiento fueron apresados antes de recibirlos.
Para ocupar el Palacio de Gobierno, los conspiradores contaban con el teniente Villa Nova quien era en realidad un informante del gobierno. El Palacio de los Campos Elíseos, residencia del presidente estadual, tenía una guardia de apenas 27 hombres, pero ellos ya estaban al tanto de los hechos y consiguieron rechazar un primer intento de ocupación a las 07h30. Algunas horas después, los rebeldes bombardearon el palacio y, en el proceso, erraron varios disparos y mataron civiles en las cercanías. Carlos de Campos se empeñó en permanecer en el lugar, a pesar de que estaba en el punto de mira del enemigo, y recibió un gran número de visitantes.

### Resultados de la falla del plan

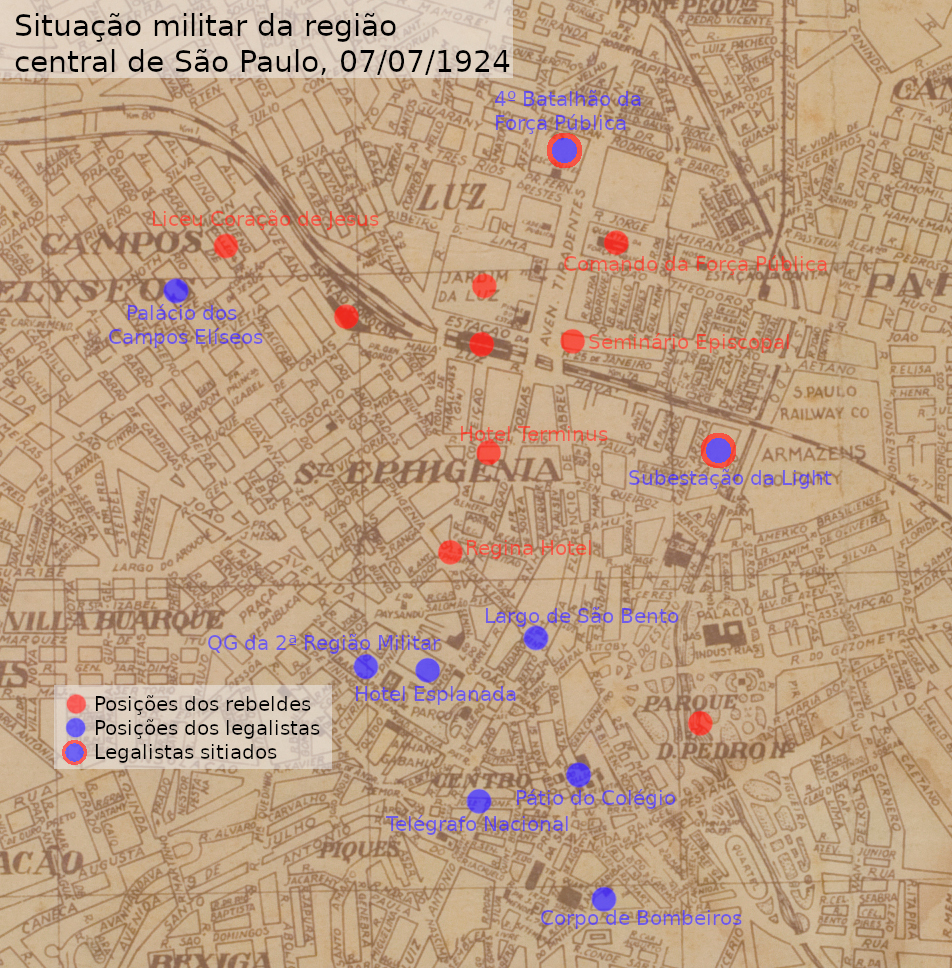
Situación militar al 7 de julio

Tras estos reveses, el comando insurgente decidió concentrarse en la lucha dentro de São Paulo. Esto dio tiempo al gobierno federal para cerrar el ramal de Itararé, la Baixada Santista y el Valle del Paraíba. El 6 de julio, una fuerza de tarea de la Marina, encabezada por el acorazado Minas Geraes, atracó en Santos, y al día siguiente el general Eduardo Sócrates, al frente de los refuerzos legalistas procedentes de Minas Gerais y Río de Janeiro, reunió a su estado mayor en Barra do Piraí. Estableció su cuartel general en Caçapava, más tarde trasladado a Mogi das Cruzes, con un puesto de mando más adelante en Guaiaúna. Los leales al ejército ocuparon São Caetano, entre Santos y São Paulo.
Los combates se extendieron a São Paulo,  acercándose al centro, donde se disputaron el valle de Anhangabaú y las plazas de Paysandú, Santa Ifigênia y São Bento. Grupos dispersos de combatientes lucharon desde lo alto de los edificios y colinas. En la 4.ª BFP, cuarenta legalistas seguían sitiados. Se ganaban y perdían posiciones y la situación permanecía indefinida. El 7 de julio, 70 legalistas atacaron el flanco sureste del corazón de las fuerzas revolucionarias, el cuartel de Luz. Fueron repelidos y quedaron sitiados en la usina de Luz, donde seguían siendo una amenaza.
En la mañana del 5 de julio, ambos bandos contaban con cerca de mil combatientes. Adhesiones fuera de São Paulo, con efecto directo en los combates, sólo ocurrieron en algunos cuerpos de la 2.ª Región Militar, e incluso entonces, tardíamente. El día 6, los legalistas recibieron refuerzos del ejército, pero parte de ellos (la 6.ª RI y una compañía de la 5.ª RI) se unieron a la revuelta. El 7 de julio, los legalistas recibieron nuevos refuerzos del Ejército, de la Fuerza Pública y de un contingente de marineros. Ninguno de los bandos logró una superioridad numérica decisiva.

### Consecuencias para la población
La mañana del 5 de julio comenzó como cualquier otra para los civiles, pero el barullo de la fusilería pronto asustó a los habitantes del centro. SaA manhã de 5 de julho começou como qualquer outra para os civis, mas o barulho da fuzilaria logo assustou os habitantes do centro. Era demasiado peligroso salir a la calle en lugares conflictivos y, por seguridad, los habitantes se quedaban en casa. Muchos no consiguieron llegar a sus destinos debido a los combates. Las trincheras proliferaron en el paisaje; en total se construyeron 309 de ellas en la ciudad. La población ignoraba a los jefes y los objetivos de la revuelta, y era difícil identificar a los combatientes de ambos lados; los uniformes del ejército y de la Fuerza Pública tenían cortes diferentes pero había rebeldes y legalistas en ambas corporaciones. El ambiente de guerra en el centro el 8 de julio fue descrito de esta manera por los periodistas Paulo Duarte y Hormisdas Silva:

No podemos bajar la ladera de São João, rumbo a Cruz Vermelha, en la rúa Líbero, por causa del tiroteo que realizaban las fuerzas del capitán Guedes da Cunha desde el alto de la ladera hacia la plaza Antônio Prado, con las fuerzas rebeldes en el largo de Paysandú. Por el largo de São Bento era imposible pasar. La fusilería ahí era más intensa. Dejamos el carro en frente a la redacción de Estado y pegados a las paredes, nos aventuramos ladera abajo. Algunas balas  e, colados às paredes, aventuramo-nos ladeira abaixo. Algunas balas silbaban a nuestro lado.

La materia prima para las fábricas y los alimentos del interior difícilmente podían llegar ya que las estaciones de tren estaban ocupadas. En consecuencia, las fábricas paralizaron y la distribución de mercadería fue desorganizada. Casi todo paró - la mayor parte del comercio, los tranvías, las escuelas y edificios públicos. Los teléfonos aún funcionaban pero precariamente. Los vehículos particulares eran expropiados por ambos bandos, y los civiles eran reclutados a la fuerza. Pocos periódicos circularon ya que el papel, la energía y hasta el movimiento de los funcionarios eran limitados. Tanto el gobierno como los rebeldes censuraron a la prensa.
Al 9 de julio, el desabastecimiento de alimentos ya se sentía. Las panaderías no conseguían harina y los lecheros retrocedían cuando encontraban trincheras. Los bares, restaurantes y cafés atendían a puertas cerradas por miedo a las balas perdidas. La población intentó aprovisionarse al máximo de víveres, pero los almacenes sólo aceptaban pagos en efectivo, y el gobierno federal, temiendo una corrida bancaria, decretó feriado hasta el día 12.

### Retirada del gobierno estadual

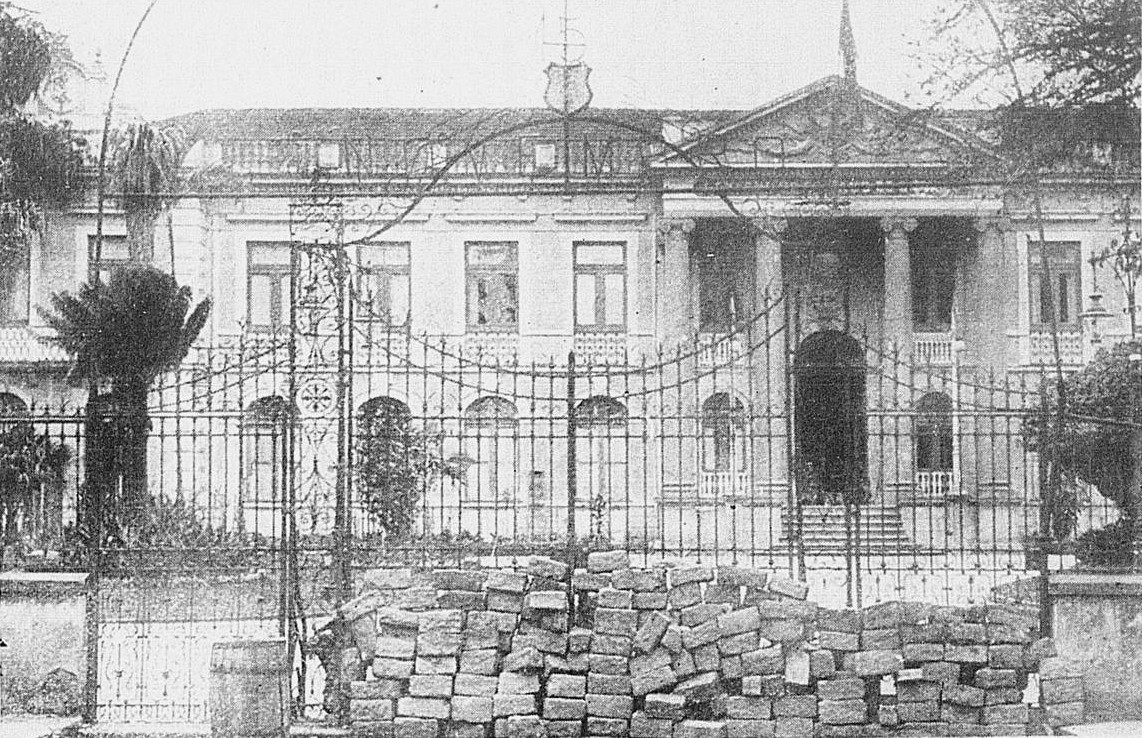
Barricada en el Palacio de Gobierno, en el Pátio do Colégio, abandonado por los legalistas

En los Campos Elíseos, los rebeldes conquistaron posiciones cercanas al Palacio de los Campos Elíseos (residencia del gobernador del estado) el día 7 de julio y al día siguiente hicieron un nuevo bombardeo que fue más eficaz. Aconsejado por el general Estanislau Pamplona a retirarse a un lugar más seguro, el gobernador Carlos de Campos se dirigió al complejo de edificios gubernamentales ubicado en el Pátio do Colégio, donde se concentraban policías y marineros. Este local fue igualmente castigado por la artillería rebelde, que no sabía de la decisión del gobernador pero percibía la concentración de oficiales de alto rango. Oswald de Andrade ironizó: “por primera vez en la historia militar, en vez de que la bala busque el blanco, fue el blanco el que buscó la bala”.
El gobernador nuevamente se retiró, esta vez para la estación ferroviaria de Guaiaúna, en Penha, la última de la Central do Brasil que aún se comunicaba con Río de Janeiro. Allí también estaban los refuerzos legalistas comandados por el general Eduardo Sócrates. El gobernador fue retirado en una locomotora especial perteneciente a la administración del ferrocarril, que sirvió tanto de cuartel general ambulante como de sede provisoria del gobierno estadual.

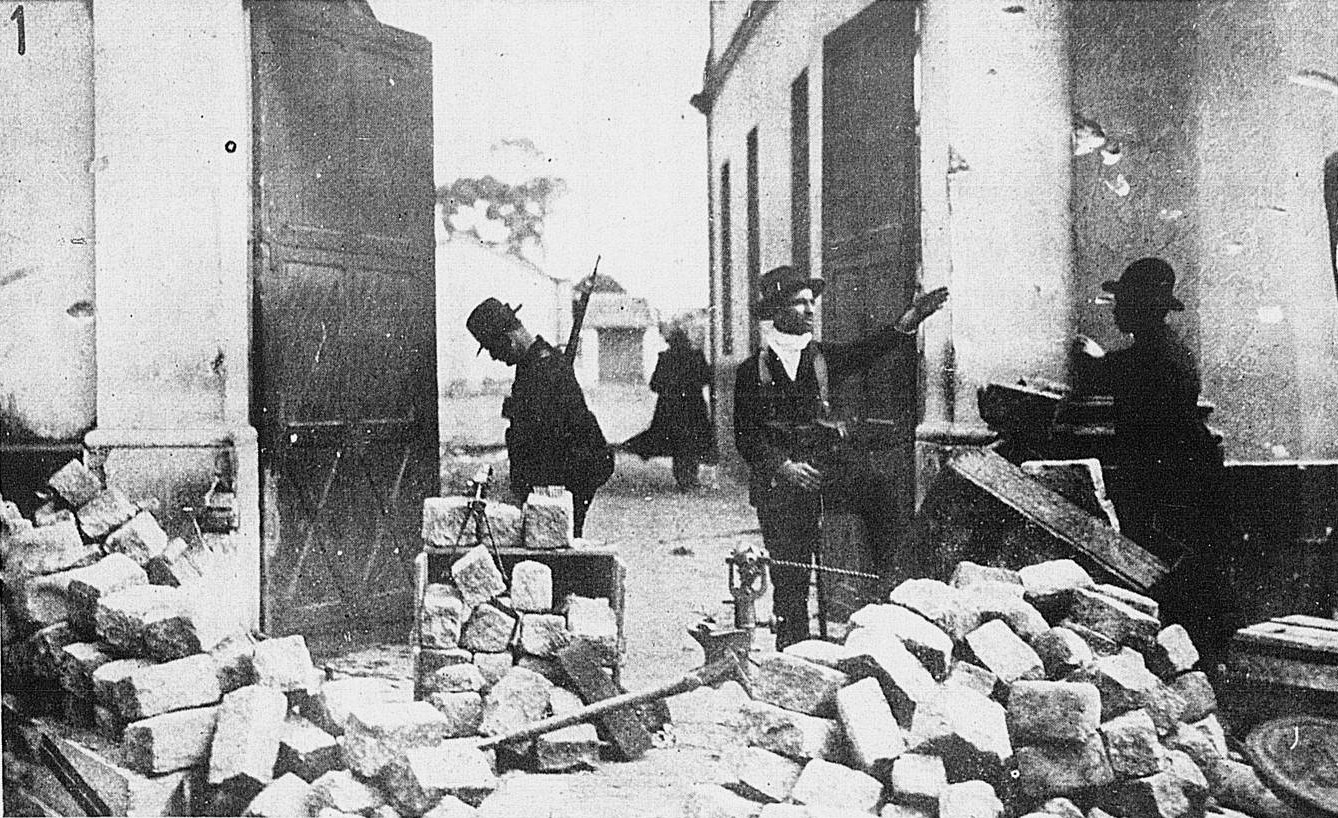
Rebeldes en el portón de la 4º BFP

A esa hora la moral del liderazgo rebelde estaba en su punto más bajo. El general Isidoro, constatando el cansancio de la tropa y temiendo deserciones en masa, quería retirar a todo el ejército rebelde para Jundiaí. Miguel Costa insistia en continuar la lucha en terreno urbano al que la tropa estaba acostumbrada. Isidoro ordenó la retirada para la mañana del 9 de julio pero Miguel Costa pasó la madrugada organizando las defensas. El escribió una carta al gobernador asumiendo toda la responsabilidad del levantamiento y pidiendo una amnistía a cambio de su rendición. Su sus condiciones no eran aceptadas, lucharía hasta el final. Pero no hubo nadie que recibiera la carta; la mañana del día 9, el Palacio estaba vacío. Las ruinas se llenaron de pobladores curiosos.
No sólo el gobernador sino también las fuerzas legales abandonaron sus posiciones o se rindieron. Isidoro, a pesar de ser victorioso, pensó en renunciar, resentido por la insubordinación de Miguel Costa, pero este lo convenció de permanecer al frente del movimiento. Los rebeldes celebraron este giro de los acontecimientos, considerada por Isidoro una obra del azar y no un logro militar. Muchos años después del conflicto, la decisión de la retirada aún era materia de controversia. Los rebeldes "estaban tan seguros de la derrota y, sin embargo, les entregaron el objetivo que creían inalcanzable". Según Abílio de Noronha, los líderes abandonaron a la tropa, provocando una retirada desordenada.

## Ocupación de São Paulo

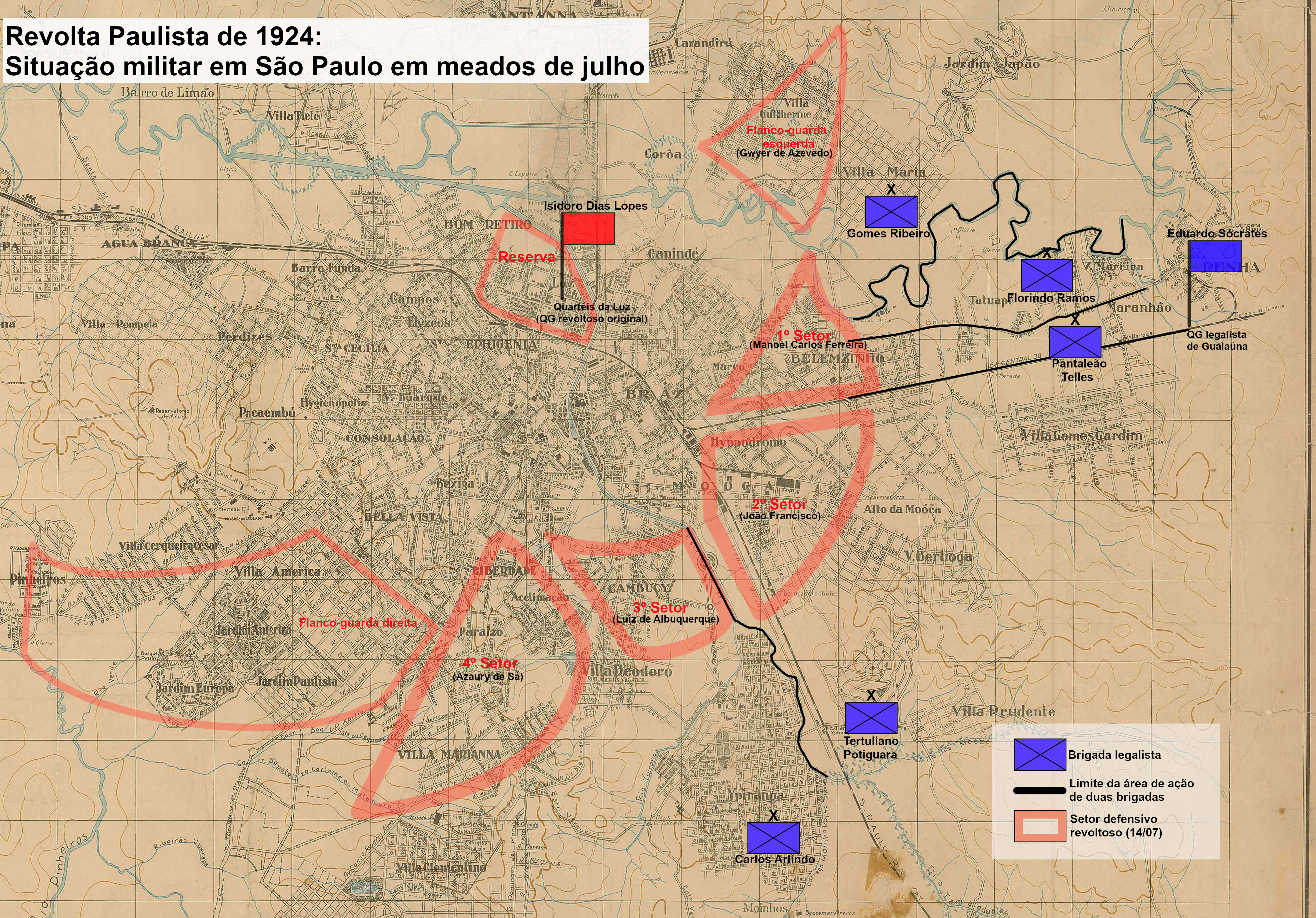
Distribución de las fuerzas oponentes alrededor del 14 de julio

Luego de la salida del gobierno estadual, por un instante pareció que la ciudad volvía a la normalidad  ya que las hostilidades se interrumpieron momentáneamente. Los rebeldes no aprovecharon la baja moral de sus enemigos durante la retirada y no llevaron adelante sus planes de ofensiva. Si quedaba la ilusión de que la ciudad funcionaría normalmente, dejándolos atender sólo el frente militar, esta se deshizo pronto. La ciudad fue bombardeada, la población saqueó los almacenes y varios incendios consumieron las fábricas. Además de resistir la nueva ofensiva legalista, el comando revolucionario tuvo que lidiar con el sufrimiento de la población y reorganizar el gobierno, cediendo responsabilidades a los civiles.

### Vacío de poder

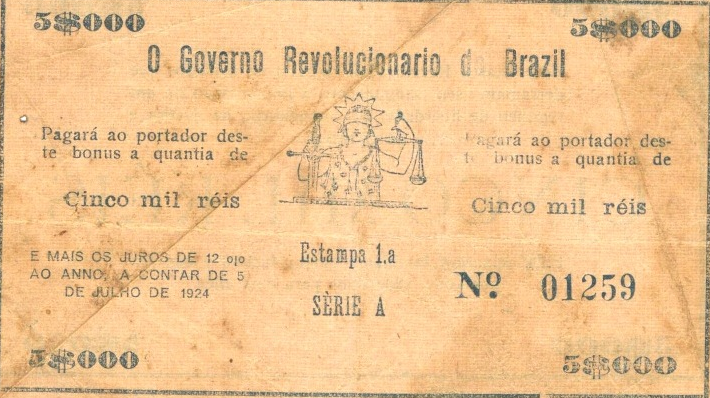
Bono de guerra emitido por el “Governo Revolucionário do Brasil”

El general Isidoro se proclamó jefe de un "gobierno provisorio”. El gobierno estadual estaba fuera de su sede pero eso no era el objetivo original de los rebeldes; si el Palacio de los Campos Elíseos hubiese sido ocupado sin resistencia, ellos posiblemente habrían mantenido a Carlos de Campos en el poder. El general Isidoro declaró en un manifiesto que la revolución no tenía objetivos regionales o personales; el movimiento era únicamente contra el gobierno federal. De esa forma, el alcalde Firmiano de Morais Pinto fue mantenido en su cargo. Sus responsabilidades aumentaron, cubriendo el vacío dejado por el gobierno estadual. Esta actitud contrastó con la del Poder Legislativo municipal: los concejales no se reunieron en ningún momento durante el conflicto.
Respetar el mandato del alcalde demostraba flaqueza pero permitía a los rebeldes concentrarse en el frente militar. Más que una maniobra táctica, la decisión puede ser interpretada como de coherencia. Firmiano Pinto se encargó de ofrecerle a Fernando Prestes de Albuquerque, vicepresidente de São Paulo, que asumiera el lugar del gobernador. Prestes respondió que "aceptaría el gobierno transmitido por el doctor Carlos de Campos por su libre voluntad y nunca por las manos de los revolucionarios"; el alcalde concordó. Esta negativa no fue ninguna sorpresa; el vicepresidente era un poderoso coronel de Itapetininga, de conocida fidelidad al Partido Republicano Paulista, y estaba organizando una resistencia legalista en el interior. Los rebeldes le ofrecieron el gobierno entonces a José Carlos de Macedo Soares, presidente de la Asociación Comercial de São Paulo, en un triunvirato con líderes tenentistas, pero éste se negó.

### Saqueos a los comercios
Las condiciones de vida siguieron deteriorándose:

Innumerables muertos y heridos fueron ingresados a los hospitales. Se acumula la basura en las calles. Reina la inmundicie. A pesar de la tabla reducida de precios, para los víveres, campea el hambre como una plaga inmobilizadora. (...) En varios puntos de la ciudad se ven caballos muertos y abandonados. Un olor pestilente invade el espacio en un anuncio de epidemia y tortura los olfatos...

Hambrientas, las familias obreras percibieron la falta de vigilancia policial. El 9 de julio, una ola de saqueos populares a los establecimientos comerciales se inició en los barrios más alejados (Mooca, Brás e Hipódromo), que alcanzó luego el centro. La alcaldía registró 61 establecimientos saqueados, 6 saqueados e incendiados y 6 asaltados a lo largo del mes. Casi todos los depósitos, emporios y almacenes fueron atacados. Las empresas más afectadas fueron Sociedade Anônima Scarpa, Matarazzo & Cia, Ernesto de Castro, Nazaré e Teixeira, Motores Marelli, Maheifuz & Cia, Moinho Gamba, Moinho Santista, Reickmann & Cia y J.M. Melo.
Bueyes embarcados en un tren de la Central do Brasil fueron soltados, matados y carneados en la rúa. En las fábricas y molinos de los Matarazzo, en Brás, oradores italianos hablaban durante el saqueo llamado a los propietarios de “usureros y exploradores del pueblo”. Sobre ese caso, José Carlos de Macedo Soares relata que la multitud "cargó hasta con el último tablero de las estanterías, arrebatando los vidrios, inutilizando las balanzas, los armarios, las vitrinas, los contadores, todo era partido y cargado".
Los saqueos tenían una dimensión moral, expresaban la indignación popular por la subida de los precios y el descontento previo con los patrones. Algunas de las industrias que sufrieron los mayores saqueos, como Matarazzo y Gamba, habían pasado por huelgas en enero y febrero de ese mismo año. Saquear era igualmente uma forma de matar el hambre y, para algunos, de conseguir ganancias fáciles. Testigos vieron todo tipo de producto siendo llevado, como vajilla, medias de seda, máquinas de escribir y cables eléctricos y no sólo alimentos. Incluso A Plebe, periódico con una visión menos negativa de los saqueos, notó "mucha gente que aprovechó la ocasión sin estar necesitada, como también mucho desperdicio y daño de víveres".
Hombres y mujeres participaban y poco coordinación o planeamiento eran necesarias. No se sabe con certeza quién comenzó los saqueos y bien podrían haber sido un movimiento espontáneo pero algunas fuentes atribuyen su inicio a João Cabanas, teniente del ejército rebelde. En su descargo, Cabanas declara que encontró dos saqueadores en flagrancia y los fusiló. Al encontrar el mercado municipal rodeado por una multitud furiosa, mandó abrir las puertas y distribuir los productos a los pobres, manteniendo el cuidado apenas para evitar abusos, lo que no fue posible. Según el proceso judicial, los rebeldes iniciaron saqueos para abastecer sus tropas y los pobladores se aprovecharon de la oportunidad. Existe el relato de un saqueo popular apoyado por el ejército legalista en Vila Mariana.
En ese sentido, hubo una aquiescencia de los rebeldes con los ataques a los comercios, pero los líderes se distanciaron de cualquier saqueo o depredación, prometiendo aprehender a los alborotadores y, al mismo tiempo, exigiendo que los comerciantes no exagerasem en los precios. La caballería de la Fuerza Pública patrulló las calles y soldados del Ejército vigilaron los bancos, las grandes empresas de exportación y las representaciones diplomáticas. La jefatura de Policía Revolucionaria, comandada por el mayor Cabral Velho, exigió a la devolución de los artículos saqueados, amenazando con prender a los responsables con base a fotografías y denuncias.

### Reinicio de los combates

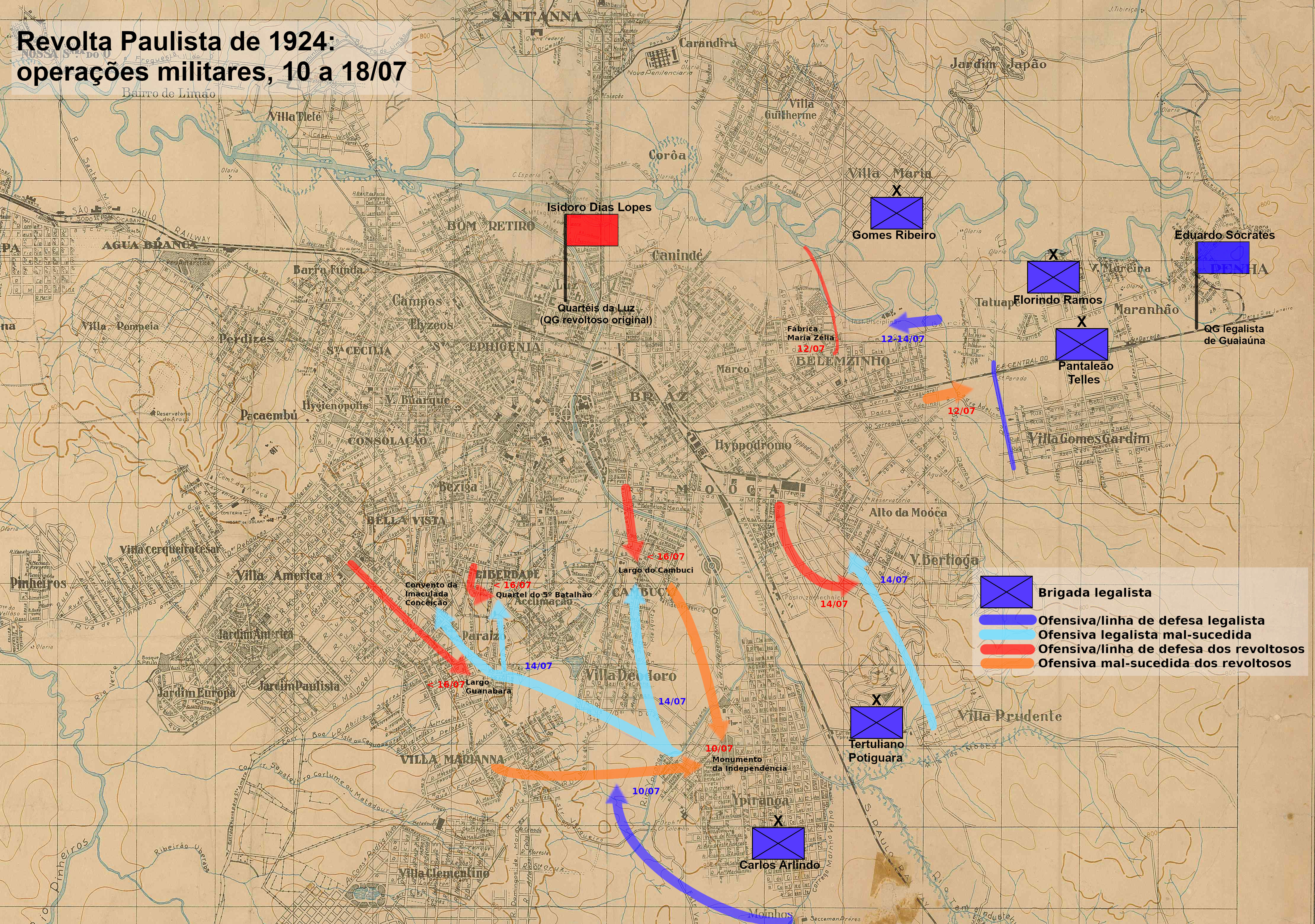
Primeras maniobras en la periferia

Gran parte del poder de combate del país se concentró en São Paulo. Refuerzos del Ejército y de las Fuerzas Públicas, provenientes de varios estados, ampliaron el ejército legalista a 14-15 mil hombres a mediados de mes, armados con el equipamiento más moderno de las Fuerzas Armadas. En comparación, los rebeldes contaban con un máximo de 3.000 a 3.500 combatientes efectivos, una inferioridad numérica de cinco a uno. Los legalistas estaban organizados en una división militar comandada por el general Sócrates y compuesta por cinco brigadas de infantería y una brigada de artillería divisionaria. Los rebeldes se dividieron en cuatro sectores defensivos y dos guardias de flanco.
Los legalistas venían de Río de Janeiro, por la Central do Brasil, y de Santos por la São Paulo Railway, extendiéndose en semicírculo desde Ipiranga, en el sur, hasta Vila Maria, en el este. La línea del frente recayó, entonces, en los barrios populares de la periferia.Según el general Sócrates, las posiciones defensivas del enemigo eran fuertes. El general Noronha opinaba lo contrario, destacando la precariedad de las barricadas callejeras. Pero varias fuentes destacan el valor defensivo de ciertos puntos, en particular las fábricas.

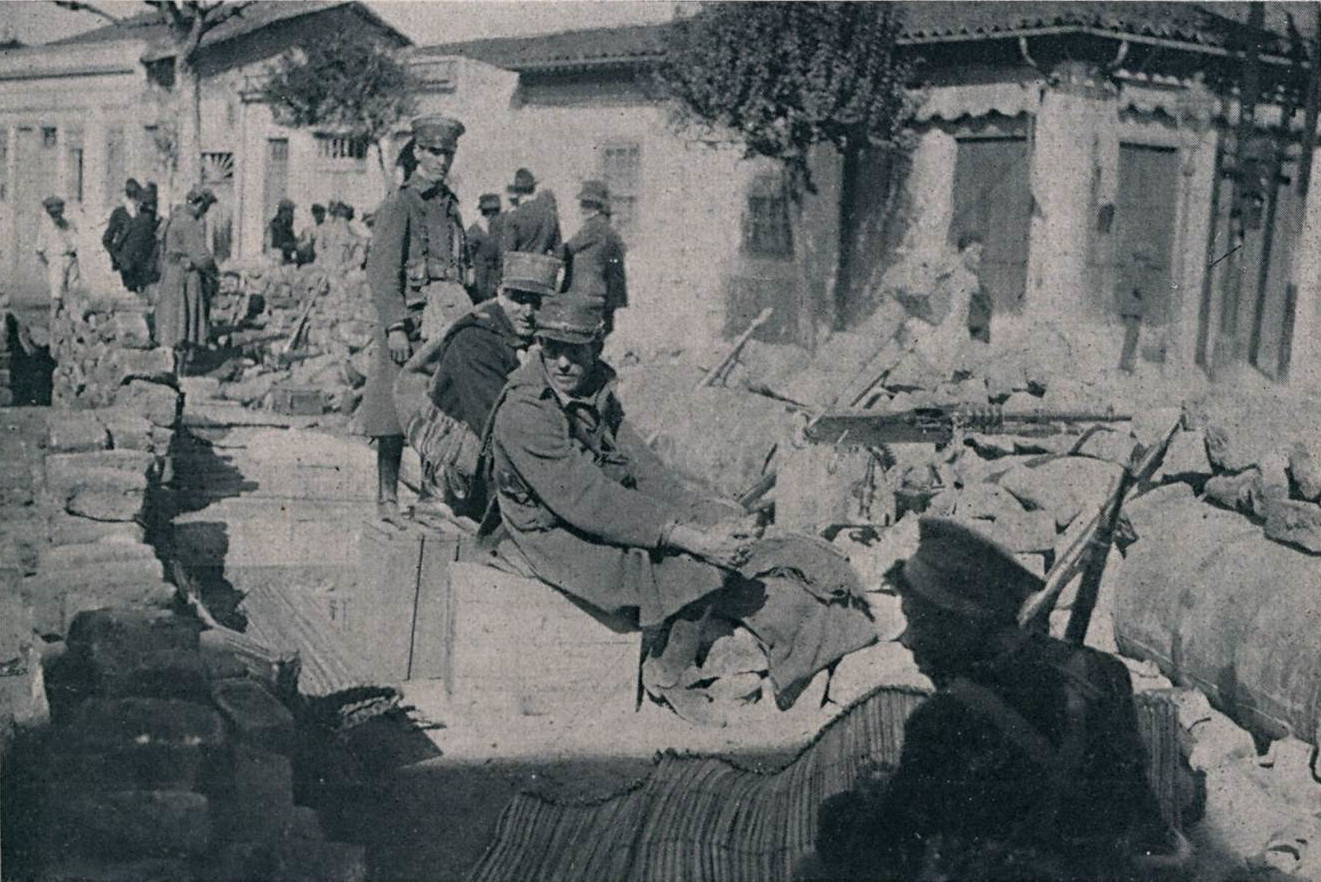
Posición de los rebeldes en la rúa da Liberdade

En Ipiranga, la brigada Arlindo dejó su flanco izquierdo expuesto a un ataque proveniente de Cambuci y Vila Mariana el 10 de julio, pero consiguió repeler la ofensiva. Con su flanco derecho asegurado por los avances de la brigada Tertuliano Potiguara, en Mooca, la brigada Arlindo tomó posiciones en Cambuci y Liberdade el 14 de julio. Mientras tanto, en las orillas del río Tieté, la brigada de Florindo Ramos tuvo su avance bloqueado por los defensores de la Fábrica Maria Zélia.
Según Abílio de Noronha, la coordinación entre las brigadas legalistas era muy precaria, dejando flancos expuestos a los ataques rebeldes. Estos últimos, aplicando el principio de concentración de fuerzas, mantuvieron gran parte de sus tropas como reserva motorizada. Así, el 14 de julio, la brigada Potiguara avanzó demasiado, expuso sus flancos y se vio obligada a retirarse. Esto expuso los flancos de la brigada Telles a su derecha y de la brigada Arlindo a su izquierda. Para el 16 de julio, los avances de la brigada Arlindo se habían revertido. Durante esta contraofensiva los rebeldes sufrieron una gran pérdida: Joaquim Távora fue mortalmente herido en el ataque al cuartel de la 5.ª BFP en Liberdade.

### Bombardeo legalista

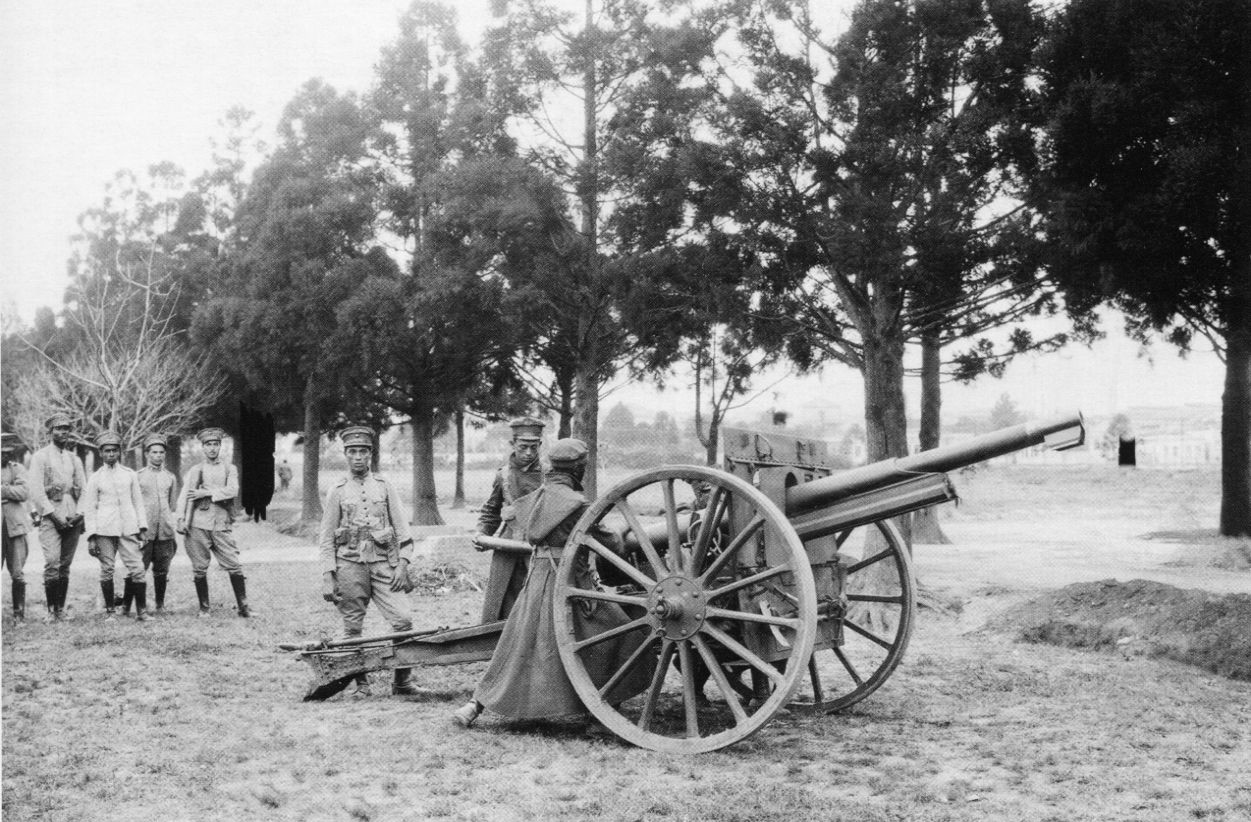
Cañón de 75 mm

La artillería fue la principal causa de muerte en el conflicto. La ventaja material en artillería correspondía al gobierno que disponía de numerosos cañones más modernos y de mayor calibre. Frente a una veintena de piezas Krupp de 75 y 105 milímetros, los legalistas disponían de más de un centenar de bocas de fuegos Krupp, Schneider y Saint-Chamond, incluidos cañones de 155 milímetros. La artillería de los insurgentes no podía competir con los cañones de mayor alcance de los legalistas, bien posicionados en las colinas que rodeaban la ciudad.
Los días 8 y 9 de julio, la artillería legalista atacó Luz, donde estaba el cuartel general revolucionario, y Brás. El bombardeo se intensificó los días 10 y 11 alcanzando también Mooca y Belenzinho. Muchos otros barrios fueron alcanzados a lo largo del mes, como Liberdade, Aclimação, Vila Mariana, Vila Buarque, Campos Elíseos, Paraíso e Ipiranga.Los más afectados fueron Luz y los barrios obreros del este, pero los barrios residenciales más ricos, aunque mucho menos afectados, tampoco se salvaron.  El bombardeo fue continuo, día y noche. El 22 de julio se llegaron a disparar 130 proyectiles de artillería por hora.

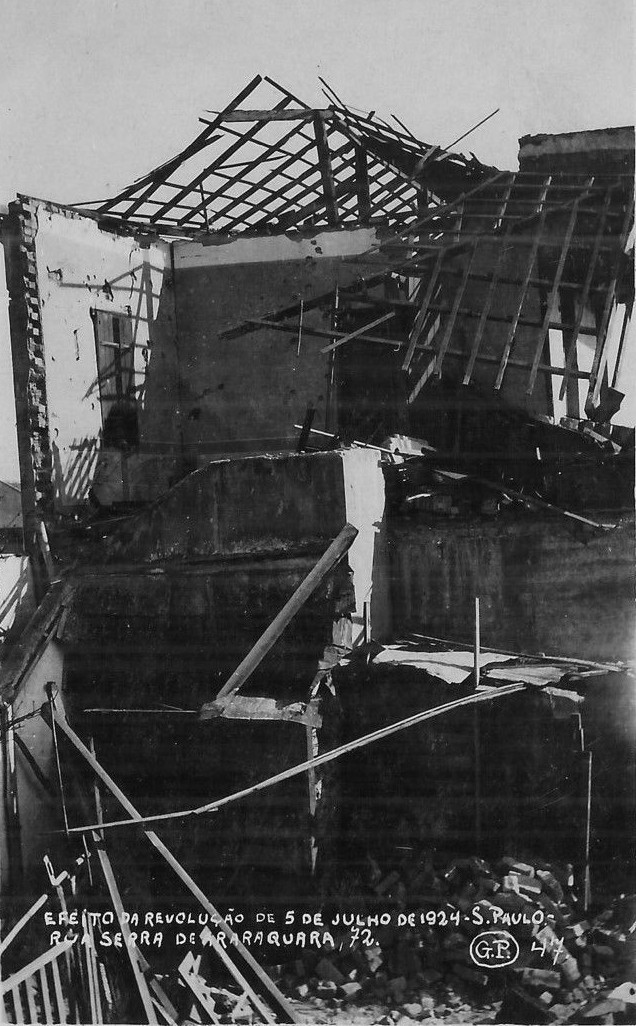
Casa destruida en la rúa Serra de Araraquara

Fueron alcanzadas zonas densamente pobladas, desprovistas de objetivos militares. Las granadas derrumbaron paredes y tejados, destruyendo las casas. El terror se apoderó de la población que se refugió en los sótanos. La mayoría de los muertos fueron civiles.{ Un caso emblemático fue el Teatro Olympia en Brás: aunque situado a medio kilómetro de la trinchera más cercana, fue alcanzado el día 15, sepultando a decenas de familias sin hogar. Al gobierno no parecieron importarle los daños colaterales. Los rebeldes también mostraron poca consideración por la muerte de civiles, pero causaron mucha menos destrucción.
Muchas industrias fueron dañadas, como la Companhia Antarctica Paulista, los Biscoitos Duchen y los Moinhos Gamba. El más impactante fue el símbolo del poder industrial de São Paulo, el Cotonificio Crespi,que albergaba tropas rebeldes y familias sin techo. Fue incendiado hasta cinco veces y fue parcialmente destruido.{ El día 22, columnas de humo eran visibles a kilómetros de distancia. Los incendios consumieron varias partes de la ciudad atribuidos tanto a los bombardeos como a los saqueos. El incendio del Foro Penal pudo deberse a la destrucción de archivos, sin relación con el bombardeo.

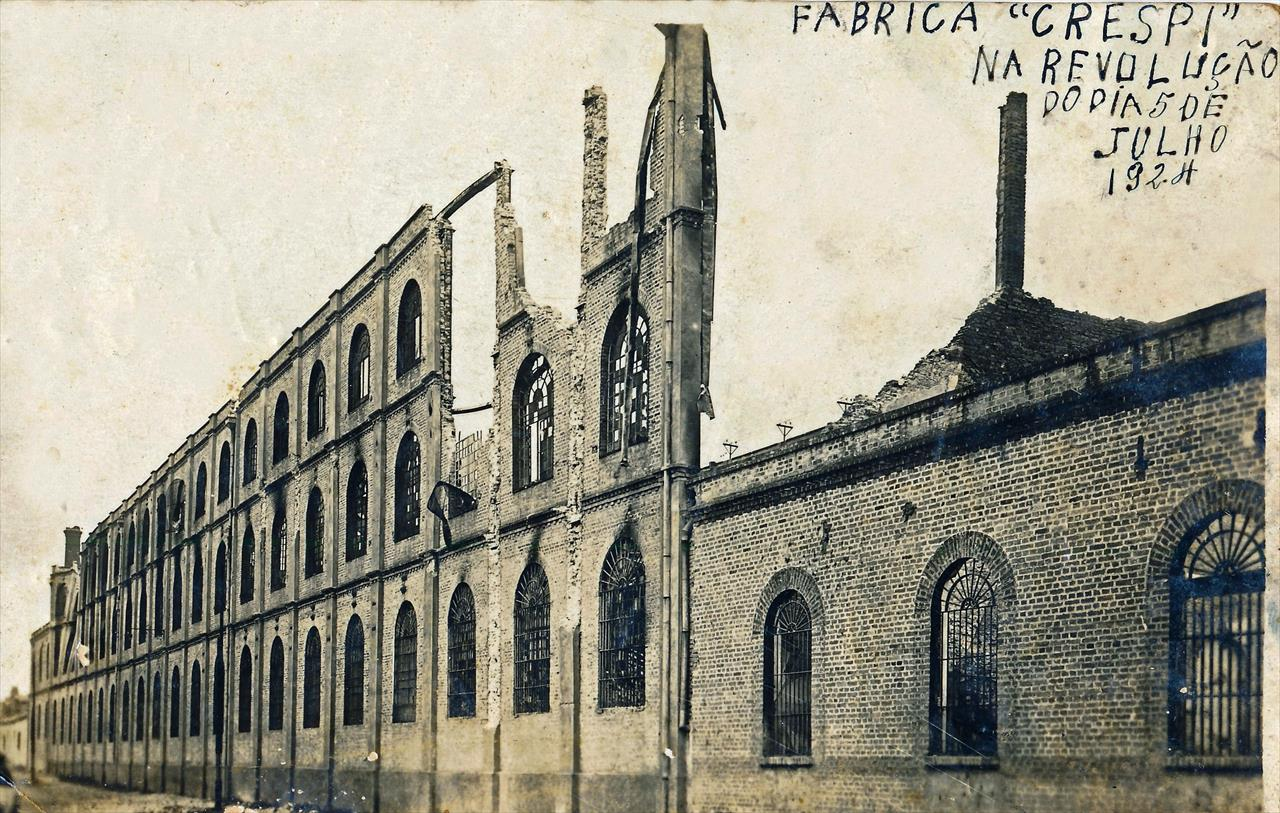
Pared del Cotonifício Crespi

Militarmente, el bombardeo puede haber sido una forma de desgastar progresivamente al enemigo y ahorrar tropas propias. Sin embargo, tuvo poco efecto en las defensas;. Abílio de Noronha lo evaluó como un ataque al azar, sin regulación y corrección de fuego, desobedeciendo los principios de uso de la artillería. El ministro de Guerra condenó a sus enemigos por "combatir bajo la protección moral de la población civil", pero prometió no causar daños materiales inútiles. Carlos de Campos fue más duro en su retórica: "São Paulo prefiere ver primero destruida su bella capital que destruida la legalidad en Brasil".
Los historiadores discuten el bombardeo como violencia deliberada contra la población civil, un "bombardeo terrorífico" o "bombardeo al estilo alemán".{ Esto podría ser una forma de presionar a los rebeldes para que abandonaran la ciudad, acelerando la capitulación. Una vuelta a los métodos brutales de las guerras de Canudos y Contestado,  y/o un castigo a los trabajadores por su asociación con los rebeldes, o por los saqueos. 
El derecho internacional de la época condenaba los bombardeos indiscriminados, sin consideración de los civiles, como un crimen de guerra. En los años posteriores al levantamiento, la legalidad de la decisión fue muy debatida entre los juristas.{

### Éxodo poblacional

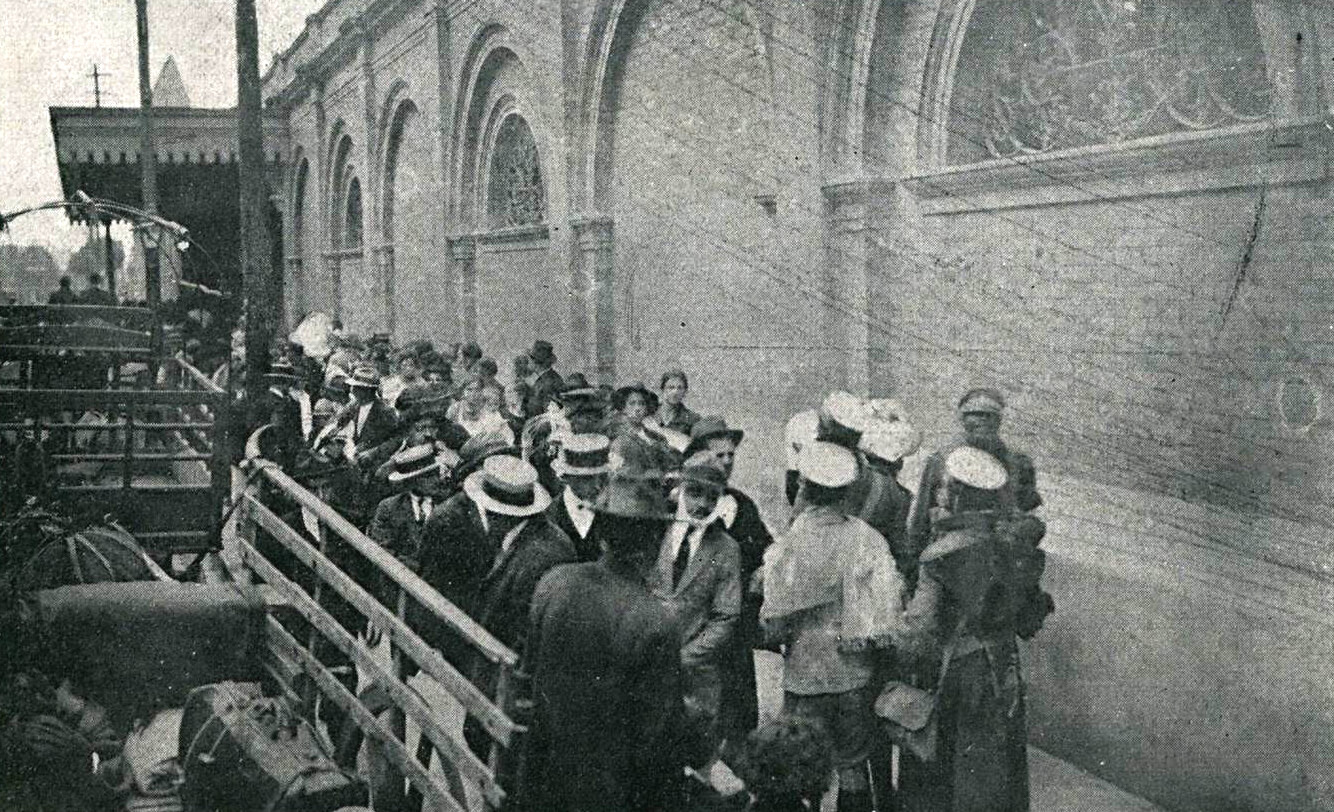
Retorno de los desplazados al final del conflicto

Huyendo de la violencia, la población, sobre todo en las zonas más bombardeadas, se trasladó en masa a barrios más alejados del centro, como Casa Verde, Lapa, Perdizes y Santo Amaro, y al interior. El municipio registró 42,315 personas refugiadas en hospitales, escuelas, iglesias y otras instituciones. Muchas otras personas sin hogar se alojaron en cobertizos de lona.
El municipio contabilizó 257,981 desplazados, alrededor de un tercio de los 700.000 habitantes;  hay cifras de hasta 300.000 desplazados. En comparación con la población del municipio en 2010, con 11 millones de habitantes, habría 4 millones de refugiados.{{refn|group="nota"|"Un número muchas veces superior al de personas que salen de São Paulo en días festivos para ir al litoral y al interior". Assunção Filho, Francisco Moacir (2015).  Record, ed. São Paulo deve ser destruída (en portugués de Brasil). Rio de Janeiro.. El principal destino era Campinas, con flujos menores hacia Jundiaí, Itu, Río Claro e incluso municipios más distantes como Bauru. Los ricos preferían sus haciendas o Santos.Ciudades como Campinas comenzaron a tener problemas de abastecimiento.
El principal medio de transporte era el ferrocarril, utilizado por 212,385 desplazados, según el municipio. Las conexiones ferroviarias con el interior se restablecieron el 12 de julio, pero eran irregulares y arriesgadas. Las familias se agolpaban en las estaciones de Luz y Sorocabana, y los trenes partían con desplazados colgados de las barandillas fuera de los vagones. Los desplazados salieron como pudieron: en coches, carros, carretas o a pie.

### Relaciones con la sociedad

#### Élite económica
Los bombardeos, incendios y saqueos ocasionaron muchos perjuicios a la élite económica paulista, y esta actuó activamente para defender sus propiedades y evitar el colapso de la ciudad. Los rebeldes derrumbaron el poder político (es decir, al gobernador) pero aún tuvieron que lidiar con el poder económico - el Centro Industrial, la Sociedad Rural, la Asociación de Bancos y la Asociación Comercial. Esta última declaró su apoyo a Carlos de Campos al inicio de la revuelta pero cooperó con los rebeldes cuando se convirtieron en la autoridad real en la ciudad.
Los saqueos fueron un gran factor de discusión entre los rebeldes y los banqueros, hacendados, industriales y comerciantes.  Patrullar las calles con soldados que podrían estar en la línea del frente no era de interés de la revuelta. El 10 de julio el general Isidoro asistió a una reunión de la Asociación Comercial donde se decidió que la alcaldía organizaría una Guardia Municipal y una comisión de abastecimiento. La Guardia fue organizada con 981 voluntários, entre ellos más de una centena de alumnos de la Facultad de Derecho, la “Brigada Acadêmica”. Estas medidas atenuaron el problema de los saqueos.
El poder formal estaba con el alcalde, más las decisiones más importantes pasaron a ser tomadas en las reuniones de la Asociación. Su presidente, José Carlos de Macedo Soares, desarrolló una relación cordial con el general Isidoro y asumió protagonismo entre los “ciudadanos colaboradores”, que para la Justicia desempeñaron "servicios a la colectividad ejerciendo funciones esenciales para la manutención del orden en la ausencia de autoridades legalmente constituidas". Otro ejemplo importante de ese grupo fue Júlio de Mesquita. El tenía críticas hacia el Partido Republicano Paulista, pero su colaboración y la de otros representantes de la élite, muy criticada por elementos más legalistas como el vicealcalde Luiz de Queirós, no significó una adhesión a la revuelta.
El 11 de julio, el directorio de la Asociación de Bancos discutió con el general Isidoro la prórroga de los días feriados. No había desglose financiero; las operaciones financieras no estaban bajo el dominio de los rebeldes, lo que permitiría a los banqueros negociar con el gobierno federal. Los industriales y comerciantes también querían una moratoria que consistiría en la dilatación de los plazos para pagar los compromisos bancarios, pero esta medida sólo fue concedida luego del fin del conflicto. La preocupación era la dificultad de pagar los salarios a los obreros, lo que podría resultar en mayores perturbaciones. La escasez de dinero se superó en parte por la circulación de bonos emitidos en nombre de la revolución.

#### Obreros
La participación de obreros en la revuelta, bajo diversas formas, fue importante. Por lo menos 102 ferroviarios colaboraron con la logística de los rebeldes en el interior del estado. En las oficinas ferroviarias en São Paulo, otros trabajadores, dirigidos por técnicos extranjeros, improvisaron bombas, granadas, carros blindados y hasta un tren blindado.
Luego del 20 de julio, hasta 750 inmigrantes se alistaron en el ejército revolucionario formando tres batallones extranjeros (alemán, húngaro e italiano). Los voluntarios eran en su mayoría obreros que habían perdido su salario debido a la paralización de las fábricas. Algunos eran veteranos de la Primera Guerra Mundial, con experiencias valiosas para la guerra en São Paulo. Los “mercenarios” extranjeros fueron uno de los elementos más polémicos de la revuelta; la prensa legalista los trataba de amenaza para la población brasileña y los asociaba con una reputación de radicalismo de los inmigrantes.
En general, los trabajadores se adhirieron de forma improvisada, como simples habitantes y no como integrantes de organizaciones de clase. Algunos mítines convocados al margen de la clase obrera intentaron movilizar ese segmento de la población, que, a su vez, intentó incluir sus propias demandas dentro de los objetivos de la revuelta. En la sociedad civil organizada, el mayor apoyo, aunque sólo moral, vino de los gremios, los sindicatos y las asociaciones dominadas por los anarquistas y socialistas libertarios en São Paulo y en Río de Janeiro. El 15 de julio, algunos de esos militantes expresaron su simpatía en una "Moción de los militantes obreros al Comité de las Fuerzas Revolucionarias", recordando que el manifiesto de los rebeldes había dado garantías para las reivindicaciones de la población. En Río de Janeiro, la tipografia de Antônio Canellas, ex-dirigente del Partido Comunista Brasileiro, publicó el periódico pro-revuelta O 5 de Julho.

#### Temores de una revolución
La guerra empeoró las condiciones de vida de los obreros, y el programa político de los tenentistas no ofrecía reivindicaciones como el salario mínimo y la jornada de ocho horas. Los anarquistas admitían no tener la revolución con la que soñaban pero veían potencial revolucionario en el proceso. Su objetivo sería "una revolución lo más nuestra que sea posible", en las palabras del periódico A Plebe, que trató con optimismo los saqueos y la fuga de la élite "temiendo por una venganza popular". Los oradores exaltando los saqueos, y el voluntariado en el ejército revolucionario, también serían indicios de ese potencial. En 1925, los comunistas también imaginaron la posibilidad de cooptar la revolución de los tenentistas, pero durante la revuelta paulista, aún optaban por la prudencia, sin apoyar ni criticar el movimiento.
De otro lado del conflicto, la radicalización al punto de una revolución como la ocurrida en Rusia en 1917 era temida por el gobierno federal, consciente de la historia de conflictos obreros en São Paulo. Dentro de la ciudad, la agitación social, y no sólo los perjuicios inmediatos era lo que motivaba a la Asociación Comercial a mantener el orden y minimizar los daños de la guerra. En las palabras de Macedo Soares, “los obreros se agitan ya y las aspiraciones bolcheviques se manifiestan abiertamente. Será más tarde os operários agitam-se já e as aspirações bolchevistas manifestam-se abertamente. La subversión del orden social será sin duda intentada más tarde por los desempleados”.
Por ese motivo, la Asociación Comercial y otros representantes de la élite pidieron al gobierno federal la suspensión del bombardeo y, al mismo tiempo, alejaron el liderazgo tenentista de los movimientos obreros, alertando sobre la subversión y la guerra civil. Presionados, los líderes quedaron divididos. El involucramiento de civiles adinerados era bienvenido, pero el de los obreros era controvertido; Isidoro era más conservador en ese sentido y Miguel Costa lo era menos. Como militares, los tenentistas formaban parte de una institución de represión del Estado, y el involucramiento obrero desvirtuaba lo que ellos entendían como orden. Prevaleció, entonces, la tendencia más elitista, y el movimiento dio más atención a los comerciantes y a las autoridades políticas que a los representantes obreros.
En la deseada "revolución con orden", el apoyo popular sólo podría venir a favor de su proyecto político en específico o, por lo menos, sin interferir en él. Por eso, reclutar a los batallones extranjeros no fue un problema, pero cuando los anarquistas se ofrecieron para formar batallones autónomos, sin la disciplina e injerencia militares, fueron rechazados por el general Isidoro. Según el tenentista Nelson Tabajara de Oliveira, “eso desvirtuaría el motivo original del movimiento”; “no les interesaba por tanto la presencia de izquierdistas en los cuadros combatientes, así vinieran a reforzar la revolución”. Anteriormente, en el planeamiento de la revuelta, los comunistas se ofrecieron para organizar guerrillas, y fueron igualmente rechazados. Más tarde en 1924, el comunista Octávio Brandão culpó a esa actitud por la derrota, clasificándola como pequeño-burguesa, positivista y de una visión especialmente estrecha.

#### Nivel de apoyo popular
En los planes de la revuelta se afirmaba que "el apoyo material y, sobre todo, moral del pueblo a la Revolución es un factor muy importante para su victoria". Aunque el tenentismo se considera un movimiento básicamente militar, la participación civil en la revuelta fue generalizada. Los civiles representaban el 61% de los procesados por participar en el movimiento, frente al 29% de soldados del Ejército y el 9% de la Fuerza Pública. Entre ellos había muchos miembros de la clase media, como profesores, estudiantes, comerciantes y funcionarios.
Aparte de estos participantes activos, las opiniones de los observadores variaban enormemente, desde la aprobación a la condena total. En la literatura secundaria, algunas fuentes presentan la reacción popular como poco colaboradora o entusiasta, con una adhesión mínima. Otros describen el apoyo popular, e incluso una creciente participación masiva. Las razones citadas para la falta de apoyo incluyen la propia falta de interés de la dirección en negociar con el proletariado, y la necesidad de requisar alimentos a la población. Para la tesis contraria, la revuelta atrajo a todos los sectores afligidos por la situación política y económica, convencidos por las afinidades ideológicas y el carácter moralizador del movimiento. El bombardeo legalista creó antipatía hacia las autoridades federales.
Pruebas de apoyo se pueden encontrar en las declaraciones hechas a los tribunales después del levantamiento, y en varios informes de confraternización en las trincheras. Según el zapatero Pedro Catalo, "en cualquier casa donde estos soldados pedían comida, café u otros favores de emergencia, eran respondidos con simpatía y entusiasmo". Había incluso canciones de viola caipira que ensalzaban a Isidoro.
En julio, Macedo Soares evaluó que la población "compara con amargura el trato generoso que ha recibido de los revolucionarios con la inhumanidad inútil del bombardeo ininterrumpido".  Monteiro Lobato escribió en agosto que "el estado de ánimo del pueblo brasileño es de franca rebelión", y la prueba de ello sería Carlos de Campos: "un gobierno cayó en su totalidad, destruido en todas sus partes, y nadie aparece para defenderlo". En una carta abierta al gobernador, él y otros paulistas notorios, incluyendo figuras del PRP, advirtieron que "el legalismo no existe en privado", y funcionarios, comerciantes, industriales y académicos simpatizaban con la revolución.

### Medidas humanitarias
La caridad pública garantizaba la subsistencia de parte de la población. Incluso antes de la creación de la Comisión de Abastecimiento Público, la Cruz Roja, la Liga Nacionalista y otras instituciones ya prestaban servicios a la población. La Comisión Municipal controlaba las existencias de alimentos, combustible y leña, fijaba los precios y organizaba el transporte de alimentos y personas a zonas más seguras de la ciudad. La municipalidad identificó 182 centros de socorro, donde se distribuyeron 581,187 comidas. Un representante viajó a Santos, pero el almirante Penido, que comandaba la ciudad, vetó cualquier compra de alimentos.
Mientras ardían los incendios, la Cuerpo de Bomberos fue disuelto, ya que sus miembros habían combatido en el ejército legalista y, tras la retirada del gobierno del estado, habían abandonado la ciudad o permanecían como prisioneros. A petición de Macedo Soares, el general Isidoro liberó a estos prisioneros, y el ayuntamiento consiguió reorganizar el servicio el 25 de julio.  La atención médica tuvo lugar en el Hospital Umberto Primo, el Hospital Samaritano y la Santa Casa de Misericórdia. El sector público de limpieza enterraba o incineraba los animales muertos, mientras que la Dirección de Higiene de la ciudad organizaba los entierros. Los cadáveres recogidos en la ciudad se apilaban en la cochera del tranvía de Vila Mariana, donde decenas de personas inspeccionaban cada cuerpo, buscando a sus familiares desaparecidos. El número de cuerpos superó la capacidad de trabajo de los sepultureros y el suministro de ataúdes, hasta el punto de que algunos fueron enterrados envueltos en sábanas.

## Dimensión nacional del conflicto

### Interior del estado de São Paulo
En 87 municipios de São Paulo se registraron revueltas y en otros 32, manifestaciones de apoyo a la revuelta. De los municipios con revueltas, en 21 comenzaron por iniciativa de civiles. Las élites políticas locales, pertenecientes al Partido Republicano Paulista, tendieron a apoyar al gobierno hasta el punto de organizar batallones patrióticos para combatir la revuelta. Pero los municipios dependían mucho del poder central que los dejaba indefensos. La oportunidad era grande para los disidentes locales, muchos de los cuales se unieron a los militares insurgentes. Los alcaldes y delegados de 35 municipios se unieron a la revuelta o fueron sustituidos por "gobernadores" nombrados por los militares.
Para el 9 de julio, los rebeldes controlaban Itu, Jundiaí, Río Claro y Campinas; los tres primeros municipios estaban dominados por unidades del ejército local cuando se unieron a la revuelta. Por sí sola, Campinas ya tenía un gran valor como nudo ferroviario y base económica. El concejal Álvaro Ribeiro, jefe de la oposición municipal, fue nombrado gobernador de la ciudad y facultado para intervenir en otras ciudades.
Tres brigadas legalistas fueron enviadas para cortar la retaguardia de la revuelta: el general Azevedo Costa vino de Paraná, João Nepomuceno da Costa de Mato Grosso y Martins Pereira de Minas Gerais. En respuesta, los días 17 y 19 de julio el comando revolucionario envió tres destacamentos a los ferrocarriles Sorocabana, Mogiana y Paulista y al Noroeste. Además de estos tres, grupos más pequeños de sargentos y aliados civiles ocuparon varios municipios. Al final del mes, los rebeldes ocupaban el triángulo entre São Paulo, Campinas y Sorocaba, así como un cono en dirección a Bauru y Araraquara.
El objetivo más valioso era Bauru, nudo ferroviario casi obligado en el paso a Mato Grosso, y donde también había una fuerte oposición local. El 18 de julio, la ciudad fue ocupada por el capitán Muniz Guimarães y su columna improvisada, formada por voluntarios alistados a lo largo del camino. No hubo combates cruentos. 300 soldados de la Fuerza Pública podrían haber defendido la ciudad pero habían sido despedidos en medio del pánico y los rumores sobre la salida de Carlos de Campos del centro de la capital. La brigada de Mato Grosso, que también podría haber defendido Bauru, sólo llegó al mes siguiente, retrasada por la precariedad de la movilización y las simpatías revolucionarias de los oficiales.
En Mogiana, el teniente João Cabanas lideró una fuerza inicial de 95 hombres contra los casi 800 regulares del general Martins Pereira. Pero los legalistas dispersaron demasiado sus fuerzas y actuaron pasivamente, mientras que Cabanas contaba con una tropa experimentada, que se mantuvo concentrada y en constante movimiento, utilizando la guerra psicológica para engañar a su adversario en cuanto a su dirección y eficacia. Su contingente, que se ganó el apodo de "Columna de la Muerte", salió victorioso en Mogi Mirim, el día 23, y en Espírito Santo do Pinhal, el 26, frustrando la intención de Martins Pereira de avanzar contra Campinas.
Sólo en Sorocabana salieron victoriosos los legalistas. El capitán Francisco Bastos dejó a los insurgentes en posición defensiva, dando tiempo a los legalistas para organizarse. El general Azevedo Costa fue reforzado en Itapetininga por tres batallones patriotas organizados por Fernando Prestes. El 19 de julio organizó la Columna de Operaciones Sur, o Coluna Sul, con la que envió una vanguardia a Itu y otra a São Paulo. En su camino hacia São Paulo, la segunda vanguardia derrotó una fuerte resistencia en Pantojo y Mairinque los días 26 y 27 de julio.

### Levantamientos paralelos
La Revuelta Paulista fue el foco propagador de una serie de levantamientos tenentistas en otras regiones del país,Maynard, 2008, p. 69 denominados colectivamente "levantamientos de 1924" o "revueltas de 1924".. Cada una tuvo sus particularidades. No fueron, sin embargo, las adhesiones esperadas por los conspiradores, sino unos pocos, dispersos y fracasados brotes de rebeldía.
Los levantamientos paralelos fueron una forma de desviar los refuerzos del gobierno en su camino a São Paulo, aliviando la presión sobre los insurgentes paulistas. Varios batallones de cazadores de los actuales Norte y Nordeste recibieron órdenes de embarcar hacia Río de Janeiro, pero sólo el 19.º Batallón de Cazadores de Salvador llegó a combatir en São Paulo.  El 20.º, 21.º, 22.º y 28.º Batallón de Cazadores, respectivamente de Maceió, Recife, Paraíba (actual João Pessoa) y Aracaju, se preparaban para embarcar cuando el 28.º se sublevó el 13 de julio, y los demás fueron redirigidos para combatirlo en Sergipe. El mismo día, fue cancelada la orden de embarque del 24.º, 25.º y 26.º, respectivamente de São Luís, Teresina y Belém. Se hicieron nuevos preparativos de embarque con la 26.ª y 27.ª, de Manaus, pero se sublevaron el 26 y 23 de julio, respectivamente.
El levantamiento de Pará fracasó rápidamente en combate con la Brigada Militar del Estado. Los levantamientos de Sergipe y Amazonas fueron más lejos que el de São Paulo, instalando nuevos gobiernos estatales. Ambos movimientos fueron derrotados en agosto, tras la victoria legalista en la ciudad de São Paulo. En el caso de Amazonas, el gobierno tuvo que enviar 2,700 soldados al norte, procedentes de batallones del nordeste, Espírito Santo y Río de Janeiro. 
Sólo en Mato Grosso se concretaron los planes de la conspiración en São Paulo. El comandante de la 1.ª Brigada Mixta, teniente coronel Ciro Daltro, pudo retrasar el movimiento a São Paulo para beneficiar a los rebeldes. El 12 de julio, el 10.º Regimiento de Caballería Independiente, en Bela Vista, se sublevó, pero fue contenido por los sargentos de la unidad.

## Victoria legalista en la ciudad
Los combates en la ciudad de São Paulo duraron hasta la noche del 27 de julio, cuando los rebeldes se retiraron en tren hacia el interior. En la evaluación realizada por Isidoro, aún habrían podido resistir por diez o quince días más dentro de la ciudad.

### Últimos combates
Cada bando recurrió a nuevas tecnologías militares. La legalista Aviación Militar comenzó a sobrevolar la ciudad el 19 de julio. Operó poco, pero sus bombardeos tuvo un impacto psicológico. La Aviación Naval Brasileña permaneció con la escuadrilla en Santos. Los rebeldes utilizaron aviones civiles requisados pero sólo para reconocimiento y distribución de propaganda.
La Compañía de Carros de Asalto, con once Renault FT-17, atacó a los rebeldes en Belenzinho a partir del día 23. Hubo noticias de éxito inicial mitigado después debido a la falta de apoyo de infantería para estos carros de combate. El primer intento de fabricar vehículos blindados en el país tuvo lugar en talleres en territorio rebelde, pero los dos carros resultantes eran demasiado pesados para moverse. Hubo más éxito con un tren blindado, utilizado en incursiones contra posiciones legalistas en Central do Brasil, hasta que el 26 de julio fue descarrilado por una emboscada de artillería. En la São Paulo Railway, la marina improvisó una artillería ferroviaria con cañones de los barcos.
El 23 de julio, después de días de intensos combates, los legalistas conquistaron dos puntos fuertes de la defensa enemiga, la Plaza Cambuci y la Fábrica Antártica, en Mooca. Por otro lado, la ofensiva en Vila Mariana fue derrotada. La ofensiva general legalista se reanudó el 25 de julio, cuando la Brigada Militar de Rio Grande del Sur se aproximó a otro bastión, Cotonifício Crespi. Al día siguiente, la Fuerza Pública de Minas Gerais tomó el Hipódromo de Mooca, y al día siguiente, el depósito de la Central do Brasil, que ya se preparaba para ocupar la Estación del Norte. En Brás, Cambuci y Liberdade, los sectores de defensa se replegaron.
El 26 de julio, aviones legalistas distribuyeron sobre la ciudad boletines del Ministerio de la Guerra instando a la población a abandonar la ciudad "para evitar los efectos de las operaciones militares, que se llevarán a cabo en pocos días". El clima de pánico aumentó; en la interpretación de Macedo Soares, se trataba de "la amenaza de un bombardeo general, de la destrucción completa de la ciudad, indistinta, sin tregua, sobre la zona edificada". Peor aún, para él, los 400,000 habitantes que permanecían en la ciudad no tenían forma de salir.

### Tentativas de negociación
Desde el inicio del bombardeo legalista, instituciones asistenciales, representantes de los comerciantes e industriales y diplomáticos extranjeros intentaron negociar un cese al fuego. Esa intervención tenía motivos humanitarios e, igualmente, intereses en juego. El 12 de julio, Macedo Soares, Júlio de Mesquita, Duarte Leopoldo e Silva, arzobispo de São Paulo, y Vergueiro Steidel, presidente de la Liga Nacionalista, enviaron el siguiente telegrama al Presidente de la República:

Pedimos a Su Excelencia intervención caritativa para detener bombardeo contra la indefensa ciudad de S. Paulo, una vez que las fuerzas revolucionarias se comprometan a no usar sus cañones en perjuicio de la ciudad. La comisión no tiene ninguna intención política sino exclusivamente la compasión por la población paulista.

El ministro de Guerra Setembrino de Carvalho respondió que los daños morales de la revuelta eran mucho peores que los daños materiales a la ciudad. Propuso que los rebeldes salvaran a la población, abandonando la ciudad para combatir en campo abierto.. Otra respuesta vino del general Sócrates cuando fue abordado por los cónsules de Portugal, Italia y España: él evitaría las áreas civiles, siempre que los rebeldes indicasen dónde estaban sus tropas.
El 16 de julio, Macedo Soares se comunicó con el general Noronha, prisionero de los rebeldes, para que intercediese ante el presidente. El general aceptó ser un intermediario para lograr un armisticio y al día siguiente leyó las demandas de Isidoro. La primera: “entrega inmediata del Gobierno de la Unión a un gobierno provisorio compuesto de nombres nacionales de reconocida probidad y de la confianza de los revolucionarios. Ejemplo: Dr. Venceslau Brás.” Noronha no quiso saber más. La renuncia de Artur Bernardes en esas condiciones sería, para él, un "golpe a la soberanía nacional por el filo de las bayonetas”.
En una nueva propuesta del 27 de julio, los rebeldes, ya a punto de ser derrotados, tenían una única demanda: la amnistía para los rebeldes de 1922 y 1924. Macedo Soares redactó una carta para el general Sócrates argumentando que "la victoria de cualquiera de las partes combatientes, si no fue inmediata, no salvará más al estado de S. Paulo y, con él, al Brasil, de la ruina desoladora”. Para él, el peligro de la agitación social era más serio que el de la rebelión militar, y por ello solicitó un armisticio de 48 horas para que Abílio de Noronha pudiese parlamentar. El periodista Paulo Duarte entregó la carta en Guaiaúna, donde fue leída por Carlos de Campos. El gobernador, irritado, acusó a los negociadores de hacer causa común con los rebeldes y prometió aumentar los bombardeos.

### Retirada de los rebeldes de la ciudad
El 27 de julio el alto comando revolucionario tomó una decisión imprevista pero que parecía la única forma de prolongar el movimiento: retirar el ejército de São Paulo, trabando una guerra de maniobra en el interior. En Mato Grosso, aún esperaban reforzar el movimiento con los simpatizantes locales o, en el peor de los casos, exiliarse hacia Paraguay o Bolivia. El único camino hacia Campinas estaba a punto de ser cortado, lo que atraparía al movimiento dentro de la capital. Y la lucha en la capital sólo resultaría en la destrucción de ellos mismos y de la población. Las negociaciones fueron un fracaso, y la única posibilidad de victoria requería el brote de levantamientos en Río de Janeiro y Minas Gerais. Los combatientes estaban cansados, muchos heridos; existen versiones contradictorias sobre la moral de la tropa.
Se suponía que la presión de la división legalista obligaría a los rebeldes a entrar en combate, impidiendo una retirada que es una operación militar trabajosa y arriesgada. El embarque de material bélico comenzó a las 14h00, pero la tropa se retiró en la noche, y los legalistas no tenían patrullas nocturnas o contacto con la infantería enemiga. El ejército revolucionario escapó prácticamente intacto, con todos sus suministros. Solamente algunos elementos del destacamento sur se quedaron atrás. Los legalistas sólo percibieron la retirada en la mañana del 28 de julio. En Jundiaí, la Columna Sur cortó el camino hacia Campinas al medio día pero a las 7 a. m. había pasado el último convoy por Itirapina. Un día de diferencia habría impedido la fuga.
A las 10h de la mañana del día 28, Carlos de Campos retomó su oficina en el Palacio de los Campos Elíseos. La desocupación de la ciudad fue celebrada con pompa y desfiles militares por las calles del centro. Según Macedo Soares, la población los recibió con frialdad; Monteiro Lobato comparó los desfiles de los legalistas con el "ejército alemán entrando en París". Varios periódicos criticaron el comportamiento de los soldados durante la reocupación, y la prensa anarquista denunció violaciones. Hubo relatos de saqueos a las tiendas comerciales por parte de los soldados de las Fuerzas Públicas fluminenses y mineiras. Por esas denuncias, la Fuerza Pública de Minas Gerais expulsó a 17 soldados, aunque los incorporó nuevamente cuando una investigación concluyó su inocencia.
Al inicio de agosto, las industrias y los servicios estaban nuevamente en actividad, numerosos obreros limpiaban los escombros y los edificios dañados eran reconstruidos. Exploradores buscaban cadáveres enterrados en quintas, plazas y jardinas, y familias del interior, por curiosidad, visitaban las trincheras abandonadas.

## Continuidad del movimiento
Los rebeldes de 1924 fueron mucho más lejos que los de 1922, y los movimientos iniciados en 1924 se mantuvieron hasta 1927, como parte de la Columna Miguel Costa-Prestes. Pero en esa fuga al interior, los tenentistas se alejaron de Río de Janeiro al que nunca consiguieron amenazar.

### De São Paulo al río Paraná
El ejército revolucionario llegó a Bauru el 28 de julio, donde se reorganizó en tres brigadas comandadas por Bernardo de Araújo Padilha, Olinto Mesquita de Vasconcelos y Miguel Costa. El paso de la vía férrea para Mato Grosso, em Três Lagoas, ya estaba cerrada por los legalistas, dejando como única opción el ramal de la Sorocabana que, pasando por Botucatu, conducía a Presidente Epitácio. Se envió un destacamento a Araçatuba, en el noroeste, para retrasar a la brigada brigada mato-grossense. Los batallones de Juárez Távora y João Cabanas defendían la retaguardia durante el paso por Botucatu, cuando fueron atacados en lo alto de la sierra por la vanguardia legalista. El general Malan d'Angrogne registró importantes pérdidas entre los defensores (73 prisioneros), pero aseguraron el paso del grueso de su ejército.
La vanguardia rebelde paró en Assis el 5 de agosto, donde se celebró un mes del movimiento y se publicó el periódico O Libertador. Al día siguiente, ocuparon Porto Tibiriçá, en Presidente Epitácio, a las márgenes del río Paraná, aprisionando varias embarcaciones y un pequeño contingente legalista.
Las acciones de la retaguardia aún demorarían 42 días a lo largo de los 1,200 kilómetros de camino, en el cual aún se trabaron diversos combates contra las columnas legalistas que los perseguían. Destacan los enfrentamientos en Santo Anastácio. Esta missão recayó en la “Coluna de la Muerte”, que sistemáticamente destruyó la infraestructura ferroviaria en el camino para retrasar el avance legalitsa. Esto era una necesidad militar pero creó polémica en la prensa. João Cabanas se hizo famoso e infame, acusado de varios atentados, amenazas y asesinatos en la investigación policial del movimiento. Cabanas, en sus escritos, se enorgullecía del terror que su nombre generaba en sus oponentes pero afirmó haber castigado duramente, hasta con fusilamientos, la criminalidad entre los soldados.

### Batalla de Três Lagoas
En las márgenes del Paraná, el comando revolucionario se dividió a raíz de la estrategia: el coronel João Francisco quería bajar ya al río y, en el oeste paranaense, conectarse con los oficiales comprometidos con el movimiento en Río Grande del Sur. Isidoro prefirió subir a Três Lagoas e invadir Mato Grosso. Allí, João Cabanas creaía en la posibilidad de un “Estado Livre da Brasilândia”, financiado por las tarifas de exportación de la yerba mate. Fácilmente defendidos por el río Paraná, los rebeldes tendrían tiempo para recomponer sus fuerzas y reconquistar São Paulo, o al menos obligar al gobierno a negociar.
La fuerza de invasión desembarcó el 17 de agosto bajo el comando de Juárez Távora, con 570 hombres, incluyendo una tropa de choque compuesta principalmente por extranjeros. Sin embargo, Três Lagoas estaba mejor defendida de lo que pensaron. Los legalistas mato-grossenses habían retirado las tropas enviadas a Bauru para defender su propio territorio y fueron reforzados por el general Malan d'Angrogne y su columna llegada desde Minas Gerais. El 18 de agosto se trabó lo que ya fue referido como el combate más sangriento de la revuelta paulista, en el cual los invasores fueron derrotados, con grandes pérdidas, por el 12° Batallón de Infantería y la Fuerza Pública de Minas Gerais. Mientras tanto, los legalistas habían concentrado sus fuerzas muy al norte y el camino para Paraná fue dejado libre.

### Conexión con los rebeldes gaúchos
La vanguardia se adentró en el territorio paranaense por la localidad de São José, el 31 de agosto. Cuando los legalistas reocuparon Porto Tibiriçá, el 10 de septiembre, todos los rebeldes ya se habían embarcado y bajado el río. Esta región estaba escasamente poblada y comunicado al punto de que el gobierno no sabía en un inicio dónde estaban sus oponentes. La travesía fue lenta. En septiembre la vanguardia alcanzó Foz do Iguaçu, mientras que la retaguardia aún estaba entre los márgenes mato-grossense y paulista. João Cabanas describió de eta manera el estado moral luego de la salida de Porto Tibiriçá:

Tuve la intuición de que llegamos al inicio del fracaso y que íbamos a entrar al régimen de las guerrillas, último recurso de las revoluciones que no tuvieron éxito en su primer esfuerzo. De hecho, podíamos mantener bien alto en el corazón de aquella naturaleza exuberante el estandarte de la revolución durante meses. Pero, luego aparecerían el cansancio y la pérdida de entusiasmo, por la monotonía de los días que se irían sucediendo. Una esperanza aún brillaba en medio de estos pensamientos dolorosos, fortaleciendo la moral: el cumplimiento de las promesas del levantamiento de guarniciones militares en varios estados

Nuevas revueltas estallaron en octubre y noviembre en el acorazado São Paulo y en las guarniciones de Río Grande del Sur, que fueron igualmente derrotadas. Los remanentes de la revuelta gaúcha, liderados por Luís Carlos Prestes, comenzaron una trayectoria hacia el norte para alcanzar el territorio rebelde en Paraná, comprendido entre los ríos Paraná, Piquirí e Iguazú. La campaña del Paraná se convirtió en una guerra de trincheras en la región de Catanduvas, marcada por dificultades logísticas y de movimiento y enfermedades que mataron mucho más que las heridas de guerra. Sin refuerzos ni cualquier reabastecimiento regular, los rebeldes fueron agotados por la tropa numerosa del general Cândido Rondon.
A fines de marzo de 1925, los últimos defensores de Catanduvas se rindieron ante la ofensiva legalista. Los demás "paulistas" retrocedieron hacia el río Paraná y se unieron a los rebeldes gaúchos que finalmente llegaban al Paraná. La 1.ª División Revolucionaria, formada en esa unión, fue conocida como la "Columna Miguel Costa-Prestes”. El general Isidoro siguió hacia el exilio debido a su avanzada edad mientras que la división escapó del cerco adentrándose en el territorio paraguayo y regresando al Brasil por el Mato Grosso. Esta Columna prolongó la revuelta hasta 1927, recorriendo 36,000 kilómetros del território nacional.

## Consecuencias

### Daños materiales y humanos
Por el número de muertes, el conflicto ya era llamado como la "mayor masacre urbana realizada durante los gobiernos republicanos". El informe de la alcaldía contabilizó 503 muertos y 4,846 heridos durante el conflicto. Esos números son controvertidos hasta hoy. Según algunas fuentes serían 800 muertos y 5,000 heridos. Agencias internacionais estiman mil muertos. El registro de la Santa Casa, señala que serían 723 civiles muertos. El conflicto habría tenido un promedio de unas 30 muertes y 100 heridos por día. El recuento de la alcaldía no incluye las bajas fuera de la ciudad y probablemente omitió grandes números de cadáveres sepultados fuera de los dos cementerios. El 29 de julio, un periódico informó sobre cientos de muertos encontrados en terrenos de Belenzinho y Mooca, y en agosto, otro mencionó 500 cadáveres en los entornos de la ciudad. Artur Bernardes es acusado de haber mandado suspender el conteo.
Los legalistas son acusados de ejecuciones sumarias y entierros en fosas comunes. Abílio de Noronha menciona esas acusaciones con respecto a uno de los generales de brigada, mas defiende al general Sócrates diciendo que, si ocurrieron, no tuvieron su aprobación. Un caso conocido fue el fusilamiento por la Fuerza Pública de Minas Gerais de tres civiles acusados de espionaje. Sus familias estaban refugiadas bajo las tribunas del Hipódromo de Mooca.
La Fuerza Pública de Minas Gerais registró seis muertos y siete heridos en los combates en la capital, dos muertos y cinco heridos en Espírito Santo do Pinhal y tres muertos y siete heridos en Três Lagoas. Antes del 10 de julio, la Marina tuvo 83 muertos, heridos y extraviados. La Brigada Militar de Río Grande del Sur contabilizó 26 muertos y 30 heridos en todas sus operaciones en el estado de São Paulo.
Según la alcaldía, 1,800 edificios fueron dañados por granadas y balas. 103 establecimientos comerciales e industriales sufrieron daños por incendios, saqueos, bombardeos, robos y cobro de cupos por parte de los sediciosos, con un perjuicio total de Conforme a prefeitura, 1 800 prédios foram danificados por granadas e balas. 103 estabelecimentos comerciais e industriais tiveram prejuízos pelos incêndios, saques, bombardeios, roubos e requisições dos sediciosos, com um prejuízo total de 30,000'000,000 reales. De modo general, la población reconstruyó sus casas sin auxilio gubernamental. La principal medida estadual para auxiliar a la reconstrucción fue la ley N° 1972 del 26 de septiembre destinada a "socorrer a las víctimas de la reciente rebelión militar, a auxiliar a las instituciones de caridad y a ayudar para la reconstrucción de los templos dañados”. 200 familias, 33 hospitales y la Cruz Roja Brasileña fueron indemnizados. Algunas entidades de la sociedad civil y colaboradores privados también contribuyeron con recursos. Las viudas de los militares legalistas muertos en combate fueron amparadas por la alcaldía.
La Light y la Companhia Antarctica Paulista iniciaron acciones para pedir al gobierno un resarcimiento por los daños a su patrimonio. La Light también quería una indemnización por los "lucros cesantes" y "gastos emergentes". En el ordenamiento jurídico de esa época, la responsabilidad civil del Estado tenía carácter subjetivo. Era necesario que la víctima probase la culpa en los daños. En 1937, luego de trece años del juicio de la Light, el decreto ley N° 392 abrió un crédito por los "saqueos y daños motivados por el bombardeo de la capital de São Paulo durante el movimiento de 1924”.

### Represión y control político
La respuesta del gobierno a los levantamientos de 1924 inauguró un periodo de represión política más intensa que la ocurrida en 1922, y el aparato de control social creado en la gestión de Artur Bernardes fue un presagio de la represión conducida en las décadas siguientes por el Estado Novo y la dictadura militar. En diciembre de 1924, la policía paulista pasó a contar con su propio cuerpo especializado en esa función, el Departamento de Orden Político y Social (Deops), equivalente a lo que la policía en la capital federal tenía desde 1922.
Durante la revuelta, la prensa de Río de Janeiro fue censurada. Los periódicos recibían noticias de la Secretaría de la Presidencia de la República,  Os periódicos recebiam notícias da Secretaria da Presidência da República, mientras la policía condenó los “rumores” en las calles. El estado de sitio fue renovado al final de la lucha en la capital paulistana y repetidamente a lo largo de todo el gobierno de Bernardes. Inicialmente previsto para el Distrito Federal y los estados de São Paulo y Río de Janeiro, fue extendido a Mato Grosso, Bahía, Sergipe, Pará y Amazonas a medida que surgían nuevos focos. En septiembre, fue aplicado en Paraná y Río Grande del Sur. En São Paulo, los funcionarios públicos y militares de la Fuerza Pública involucrados en la revuelta fueron expulsados. Los periódicos Estado de S. Paulo y Folha da Noite fueron castigados con suspensiones temporales.
El Ejército y la Fuerza Pública de São Paulo adoptaron reglamentos más rígidos, procurando evitar un nuevo levantamiento. El gobierno paulista perdió confianza en su “ejército estadual”. Algunos batallones de la capital fueron transferidos para el interior, y la Guardia Civil fue creada para patrullar la ciudad. Delegados de la Policía Civil pasaron a gerenciar las plazas de la Fuerza Pública en el servicio de patrullaje mientras que los oficiales de la Fuerza Pública fueron transferidos a funciones administrativas.

### Prisiones
Luego de la victoria militar legalista, “comenzó para el gobierno la fase más antipática e ingrata que es la "liquidación" de la revuelta" según palabras del secretario de justicia Bento Bueno. La represión política tomó prisioneros en todas las clases sociales: militares (desde mariscales a soldados) y civiles que apoyaron la revuelta, militantes obreros, diputados, periodistas y comerciantes. Muchos no tenían culpa y algunos eran apenas los parientes de los enemigos del Estado. Esos prisioneiros políticos eran deliberadamente mezclados con criminales comunes.
En Río de Janeiro, la represión comenzó desde los primeros días de julio. Bajo la autoridad de mariscal Lopes da Fontoura, jefe de policía del Distrito Federal, fueron apresados periodistas como Mário Rodrigues y Edmundo Bittencourt, del Correio da Manhã, Diniz Júnior, de A Pátria, y Roberto de Toledo Lopes, de O Jornal. El líder anarquista José Oiticica; el comunista Otávio Brandão; militares y otros. Por falta de celdas, la Isla Rasa y el navío Campos fueron utilizados como prisiones. La acción era preventiva y los presos no eran necesariamente sospechosos de estar involucrados en la sedición. Los extranjeros en la capital, especialmente los rusos, fueron investigados por una posible conexión con el movimiento bolchevique ruso.
En São Paulo, las detenciones masivas comenzaron ni bien el gobierno reocupó la ciudad. Lourenço Moreira Lima, preso en Capão Bonito, calculó unos 10,000 presos. La mayoría eran colaboradores o simpatizantes de la revuelta y hasta menores de edad fueron encarcelados. Prisioneiros adinerados del interior se convirtieron en fuentes de ingresos para la "abogacía de la puerta de la celda". Obreros organizados, especialmente anarquistas, fueron perseguidos por el apoyo moral a la rebelión.  Algunos sindicalistas, previendo la represión, apenas consiguieron esconderse antes de la llegada del gobierno, más hasta el fin del año, la actividad sindical en São Paulo fue desmantelada.
Hubo tortura en las prisiones y comisarías: "el caño de caucho, el agua fría, el aislamiento, la malnutrición y los malos tratos a toda hora”. El peor destino fue el de los 208 rebeldes paulistas que se entregaron en los campos de batalla de Catanduvas en 1925. Junto a prisioneiros de Río de Janeiro y de  Amazonas, formaron parte de los 946 presos enviados a Clevelândia do Norte, en la frontera con la Guayana Francesa, donde más de 400 murieron de disentería y otras dolencias.
Las “clases conservadoras” también tuvieron varios representantes presos, especialmente Macedo Soares y Júlio de Mesquita, elegidos para servir de ejemplo por sus entendimientos con los rebeldes. El alcalde Firmiano Pinto también fue blanco de acusaciones pero no llegó a ser apresado. En diciembre, Macedo Soares consiguió salir al exílio. El y Firmiano Pinto llegaron a ser denunciados por el Ministerio Público, pero no contestaron el juicio. La Liga Nacionalista, cuyo primer tesorero era Macedo Soares, fue cerrada por seis meses.
En los centros de conspiración y en el cuartel general de Luz, la policía confiscó boletines, mapas, informes confidenciales, órdenes de comando, mensajes cifrados, códigos secretos y correspondencia particular que incriminaban a centenas de militares y civiles. 667 involucrados fueron acusados de crimen político definido en el artículo 107 del Código Penal, “intentar, directamente y por hechos, cambiar por medios violentos la Constitución política de la República, o la forma de gobierno establecida”. Algunas de las defensas presentaron la revuelta como una simple reacción ante los actos arbitrarios e inconstitucionales del Poder Ejecutivo sin intención de cambiar la Constitución. Al final del proceso, en 1929, 176 personas fueron condenadas por el artículo 108 (“intentar, por los mismos medios, cambiar alguno de los artículos de la Constitución”), con penas de hasta cuatro años de reclusión. Pero muchos de los presos no pasaron por el debido proceso legal y até quatro anos de reclusão. Mas muitos dos presos e punidos não passaram pelo devido processo legal, y quedaron fuera del grupo de los imputados.

### Repercusión internacional
Por lo menos dieciocho países tenían representantes diplomáticos en São Paulo, debido a su importancia económica, política y social. Partes importantes de la economía de la ciudad estaban controladas por inversores de Francia, Estados Unidos y especialmente el Reino Unido. Los consulados brasileños recibieron críticas y pedidos de neutralidad para los ciudadanos extranjeros pero estas eran muchas veces ignoradas. El autoritarismo del gobierno de Bernardes perjudicó la imagen internacional del país que buscaba tener un asiento permanente en el Consejo de la Liga de las Naciones. Preocupado con su imagen en el exterior, el gobierno brasileño censuró hasta incluso los telegramas de los corresponsales de las agencias de noticias internacionales. La United Press International y Associated Press fueron prohibidas de enviar cualquier notifica a los Estados Unidos y un corresponsal americano llegó a ser apresado por algunas horas. Esto provocó protestas de la embajada estadounidense.
El Ministerio de Relaciones Exteriores montó un servicio de informaciones para vigilar a los tenentistas en Argentina, Uruguay y Paraguay. Activo desde la toma de São Paulo, actuó sistemáticamente a partir del periodo de la Columna Miguel Costa-Prestes.

### Evolución política de los involucrados
Derrotada la revuelta, el Partido Republicano Paulista parecía haber confirmado su hegemonía política estadual. Los opositores estaban todos en la clandestinidad. Pero cuando Washington Luís asumió el gobierno federal en 1926, la presna, libre del estado de sitio, reveló un grado de prestigio acumulado por los tenentistas. En Em São Paulo el Partido Democrático (PD) disputó la hegemonía del PRP y explícitamente asoció su causa a la de los tenentistas. Artur Bernardes, por otro lado, se quedó con la reputación de destructor de São Paulo; la mayoría de los libros sobre el tema tienen una visión negativa de su bombardeo a la ciudad.
Washington Luís liberó presos políticos, pero no amnistió a los estaban siendo juzgados. La primera fase del tenentismo llegó a su fin en 1927. Un tercer movimiento armado comenzó a articularse, esta vez asociado a los disidentes políticos civiles. El tenentismo sufrió un cisma interno, pero resultó victorioso en la revolución de 1930. Tanto Artur Bernardes como parte de los tenentistas apoyaron el movimiento que llevó a Getúlio Vargas al poder y terminó con la República Velha. Irónicamente, Vargas había sido uno de los defensores del gobierno en 1924, cuando elogió a Carlos de Campos en un discurso en la Cámara de Diputados, llamado "criminal" el levantamiento tenentista.
En el nuevo régimen, Miguel Costa llegó a ser comandante de la Fuerza Pública y secretario de seguridad. Fundó la Legión Revolucionaria de São Paulo, mientras que el PRP y el PD se unieron contra Vargas, formando el Frente Única Paulista. La organización de Miguel Costa respondió a tiros una manifestación en su sede, precipitando la Revolución Constitucionalista de 1932. Los constitucionalistas apresaron a Miguel Costa, pero recibieron el apoyo de Isidoro Dias Lopes. Artur Bernardes también estuvo del lado de los constitucionalistas e intentó rehabilitar su imagen en São Paulo. El movimiento no consiguió derrocar a Vargas. Posteriormente, varios involucrados con los levantamientos de 1924 se acercaron al socialismo, como João Cabanas y Miguel Costa, uno de los refundadores del Partido Socialista Brasileño en 1945. Isidoro condenó el golpe de Estado de 1937, pero en ese momento ya estaba alejado de la vida pública.

## Legado

### Fotografías
La Revuelta Paulista fue muy fotografiada, especialmente en lo que fue la destrucción de las casas e industrias. Muchas de las fotografías fueron reunidas por la Light, justamente por la necesidad de documentar los daños a la empresa. Las imágenes impactantes de la destrucción alimentaron el debate entre los defensores y enemigos de la revuelta. Algunas revelan la proximidad física de los fotógrafos con los militares e incluso la circulación de la población por las trincheras, y una aparente indiferencia de los pobladores. La mayoría de las fotografías no tienen una autoría conocida. El periodismo fotográfico profesional estaba aún en su primera época. Entre los pocos fotógrafos conocidos se encuentran Aniceto de Barros Lobo y Gustavo Prugner.
Los planos de las fotografías son casi siempre abiertos. En el siglo XXI, su paisaje es casi irreconocible. La mayor parte de la São Paulo de 1924 ya fue demolida y reconstruida. La ciudad antigua no tenía las grandes avenidas y rascacielos. Su perfil era horizontal y había muchos espacios vacíos con campos y várzeas entre los barrios.

### Escritos del periodo
El juicio penal abierto en la Justicia fue uno de los mayores de la historia de São Paulo, con 171 volúmenes y 18,715 fojas. Las correspondencia de los revolucionarios también son documentos relevantes. Una colección denominada “Cartas de la Revolución de 1924”, bajo la custodia del Archivo Público del Estado de São Paulo, data principalmente del exílio de la Columna Miguel Costa-Prestes y no de la Revuelta Paulista. Otro conjunto de cartas son las dirigidas por la población afectada por el conflicto al arzobispo D. Duarte Leopoldo Silva, presidente de la comisión responsable de los pedidos de indemnización.
Memorialistas y cronistas publicaron por lo menos 20 libros sobre sus experiencias en el conflicto, entre los cuales se puede destacar Justiça, de José Carlos de Macedo Soares, Sob a metralha, de Ciro Costa y Eurico de Góis, Agora Nós, de Paulo Duarte, 1924: episódios da revolução de S.Paulo, de Antônio dos Santos Figueiredo, Férias de Julho, de Luiz Marcigaglia, Aventuras de uma família durante a Revolução de 1924, de Henrique Geenen, y Dias de pavor, de Aureliano Leite. Ciro Costa, Eurico de Góis y Aureliano Leite están entre los pocos que defienden al gobierno al punto de justificar el bombardeo de artillería.
Para la clase intelectual paulista, la revuelta evidenciaba un malestar nacional, un riesgo de que el Brasil tenga una política tan militarizada como otros países latinoamericanos. Una capital cosmopolita, dinámica y civilizada fue escenario de violencia desmedida, especialmente de parte del gobierno. La población realizó saqueos y se mostró indiferente a la causa legalista. Según el Diario da Noite, la revuelta deshizo las ilusiones de democracia del Brasil. Para Mário de Andrade, el perjuicio psicológico era peor que el material. Monteiro Lobato se escribió con Artur Bernardes, alertándolo sobre el divorcio entre la política y la opinión pública. De modo general, los intelectuales contemporáneos a la revuelta constataban una crisis moral, política, social y económica para la que esperaban una solución elitista que no vendría con el pueblo. Lobato, Antônio de Sampaio Dória, Jorge Americano, Júlio de Mesquita Filho y otros hicieron diagnósticos y propuestas de reformas. Incluso los partidarios del PRP reconocían la crisis.
Entre los militares participantes, el legalista Abílio de Noronha publicó Narrando a verdade y O resto da verdade, defendiéndose de las acusaciones de lenidad con los conspiradores cuando comandaba la 2° Región Militar. Noronha hizo una dura crítica militar a la conducción de las operaciones por parte del general Sócrates y sus subordinados. Las memorias de los revolucionarios son representadas por obras como À guisa de depoimento, de Juárez Távora, y A Coluna da Morte, de João Cabanas.
Los periódicos más influyentes en São Paulo en ese momento eran el Correio Paulistano, órgano del PRP, y su rival, O Estado de S. Paulo. El Correio sólo volvió a circular el 28 de julio, mientras que el Estado fue el único en circular todos los días e, incluso así, reducido a dos páginas y controlado por censores de los rebeldes. Las consecuencias de la guerra ocupaban casi todo le espacio. Las líneas editoriales del Estado y del Correio estaban en polos opuestos. Mientras el Correio se refería a los tenentistas como "bandoleros" y "bando de impatriotas", el Estado los trataba de "rebeldes" y "revolucionarios". El Estado era oficialmente neutro, pero tenía cierta simpatía por el movimiento.

### Memoria y olvido
Uno de los nombres del movimiento de 1924 es la “Revolución Olvidada” (en portugués: "Revolução Esquecida"). Sus testigos oculares aún guardaban muchos recuerdos, décadas después del evento, pero en São Paulo, “revolución” es sinónimo de 1932. Mientras que el movimiento de 1932 es conmemorado con un feriado estadual, homenajeado con monumentos, nombres de calles y asimilado como parte de la identidad paulista, la Revuelta de 1924 quedó sin referencias públicas. En la prensa, 1924 aparece ocasionalmente en jubileos conmemorativos. En la  historiografía, la revuelta no está olvidada pero es absorbida como apenas uno de los capítulos del tenentismo, que, a su vez, ve a sus revueltas de los años 20 eclipsadas por la revolución de 1930. Aun así, la relevancia de 1924 es reconocida por la dimensión del conflicto y de sus perjuicios materiales y humanos, su contribución a la caída de la República Velha algunos  años después, y a la construcción del aparato de control social del estado brasileño.
Durante la República Velha, el Ejecutivo y el Legislativo paulistas hicieron lo posible por execrar la imagen de la revuelta, describiéndola en términos de traición, crimen y desgracia, una "afrenta a nuestra cultura y a nuestra civilización". Incluso luego de la revolución de 1930, el movimiento no fue conmemorado y continuó cayendo en el olvido. En 1932, el constitucionalista Leven Vampré citó 1924 como ejemplo de descuido del gobierno federal con São Paulo, mas no defendió el movimiento pues sus objetivos eran opuestos a los de la revolución constitucionalista..
A historiografía brasileña enfatiza los grandes momentos de ruptura del orden político, y así, 1930 toma mucho más espacio que 1924. Aunque militarmente fue más relevante, el movimiento de 1924 fracasó en su objetivo político. Al contrario de la Revolución Constitucionalista, protagonizada por la élite paulista, el levantamiento tenentista fue liderado por militares forasteros y de baja graduación, con la adhesión de obreros extranjeros. Sus consecuencias fueron desastrozas para los dos lados, y aún más para la población. El aspecto más recordado del conflicto es la destrucción de la ciudad.

### Terminología
En 1924, los partidarios del movimiento lo calificaron como una "revolución", término de gran valor simbólico, y sus opositores, como un “movimiento subversivo”, “mazorca”, “sublevación” y “revuelta”. Definiendo la palabra “revolución” como uma transformación profunda en la sociedad, existen argumentos contra su uso para referirse a este movimiento, pues aunque comprometió el orden social, sus objetivos para la sociedad eran modestos. Más allá de los términos, la revuelta paulista también adquirió características de guerra civil: además de la escala de la destrucción, la soberanía del gobierno fue contestada por un grupo que también se consideraba representante de la nación y anhelaba el monopolio de la violencia legítima.